# Opere architettoniche e artistiche del Vittoriano

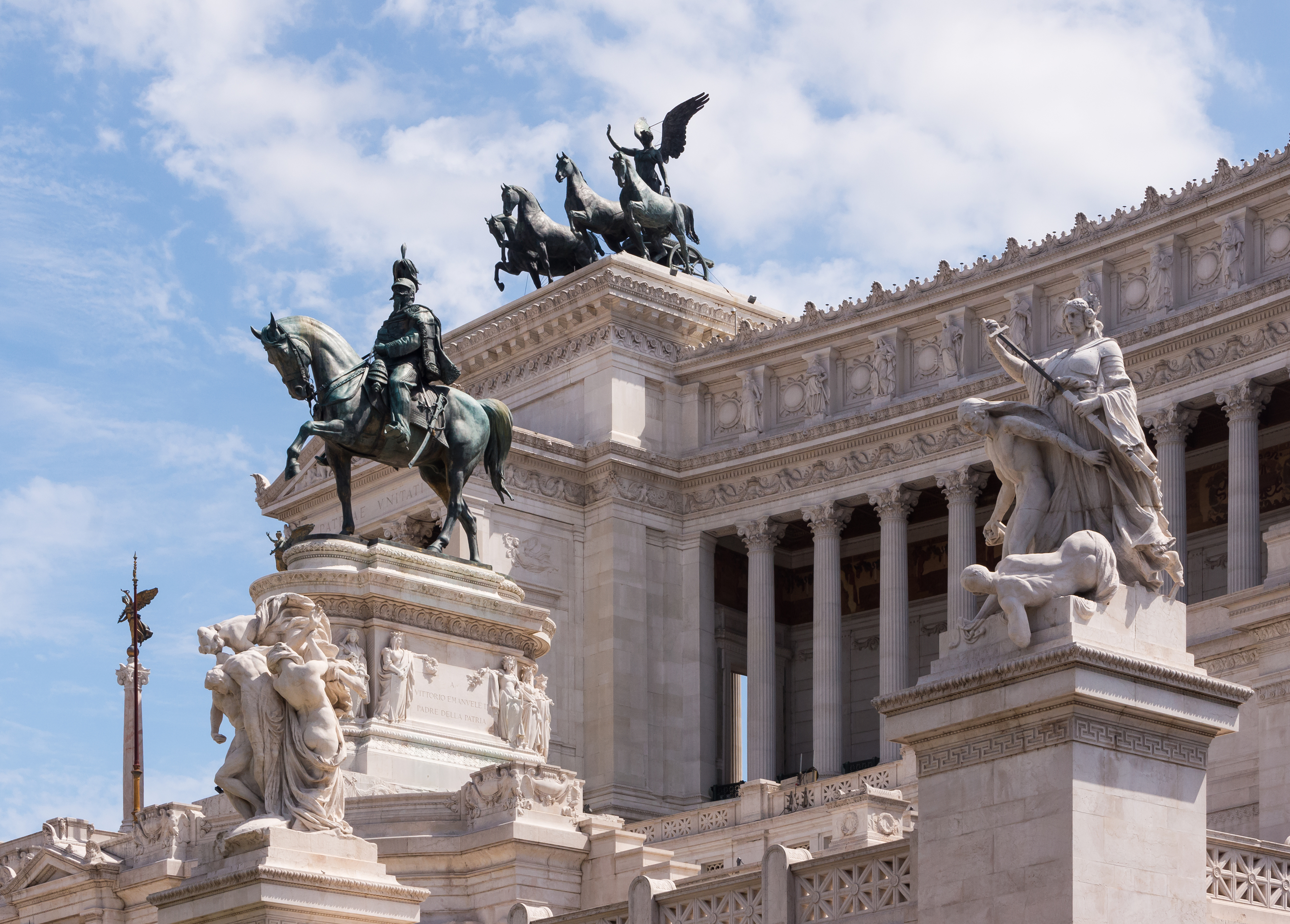
Scorcio delle opere artistiche e architettoniche del Vittoriano

Le opere architettoniche e artistiche del Vittoriano, monumento nazionale italiano situato a Roma, sul versante settentrionale del colle del Campidoglio, rappresentano, tramite allegorie e personificazioni, le virtù e i sentimenti che hanno animato gli italiani durante il Risorgimento, il periodo durante il quale l'Italia ha conseguito la propria unità nazionale e la liberazione dalla dominazione straniera. Per tale motivo il Vittoriano è considerato uno dei simboli patri italiani.
Fu il progettista del monumento, Giuseppe Sacconi, che decise di porre solamente opere d'arte esclusivamente allegoriche, perché riteneva che solo attraverso un'arte priva di ogni riferimento alla contemporaneità si potesse dare al monumento un valore universale, che non risentisse dello scorrere del tempo. Sacconi dovette ripetutamente contrastare le varie proposte di porre all'interno dell'edificio anche opere d'arte che rappresentassero personaggi e fatti storici precisi, al di là, naturalmente del re Vittorio Emanuele II, a cui il monumento è dedicato.
Centro architettonico del Vittoriano è la statua equestre di Vittorio Emanuele II, unica rappresentazione non allegorica presente nel monumento. Il termine "Vittoriano" deriva proprio dal nome Vittorio Emanuele II di Savoia, primo re dell'Italia unita, uno dei protagonisti del Risorgimento e del processo di unificazione italiana, tant'è che viene indicato dalla storiografia come uno dei quattro "Padri della Patria", insieme a Cavour, per la sua opera politica e diplomatica, a Garibaldi, per le sue azioni militari, e a Mazzini, il cui pensiero ha illuminato la mente e le azioni dei patrioti italiani.

## Pianta del Vittoriano
| 1. Ingresso del Vittoriano con cancellata artistica di Manfredo Manfredi; 2. Gruppo scultoreo Il Pensiero di Giulio Monteverde; 3. Gruppo scultoreo L'Azione di Francesco Jerace; 4. Fontana dell'Adriatico di Emilio Quadrelli; 5. Gruppo scultoreo La Forza di Augusto Rivalta; 6. Gruppo scultoreo La Concordia di Lodovico Pogliaghi; 7. Fontana del Tirreno di Pietro Canonica; 8. Gruppo scultoreo Il Sacrificio di Leonardo Bistolfi; 9. Gruppo scultoreo Il Diritto di Ettore Ximenes; 10. Leoni alati di Giuseppe Tonnini (una statua per lato); 11. Scalinata d'ingresso; 12. Vittoria alata su rostro di Edoardo Rubino; 13. Vittoria alata su rostro di Edoardo De Albertis; 14. Altare della Patria, che ospita la tomba del Milite Ignoto; 15. Statua della Dea Roma di Angelo Zanelli; 16. Statue delle quattordici città nobili di Eugenio Maccagnani; 17. Statua equestre di Vittorio Emanuele II di Enrico Chiaradia; 18. Vittoria alata su colonna trionfale di Nicola Cantalamessa Papotti; 19. Vittoria alata su colonna trionfale di Adolfo Apolloni; 20. Propileo con colonnato sulla cui sommità è presente la Quadriga dell'Unità di Carlo Fontana; 21. Vittoria alata su colonna trionfale di Mario Rutelli; 22. Vittoria alata su colonna trionfale di Arnaldo Zocchi; 23. Propileo con colonnato sulla cui sommità è presente la Quadriga della Libertà di Paolo Bartolini; 24. Sommoportico con colonnato; sul cornicione sono presenti le statue rappresentanti le regioni d'Italia; sulla terrazza sotto allo stilobate, ci sono i cippi delle città redente. | Piantina schematica del Vittoriano |

## Generalità

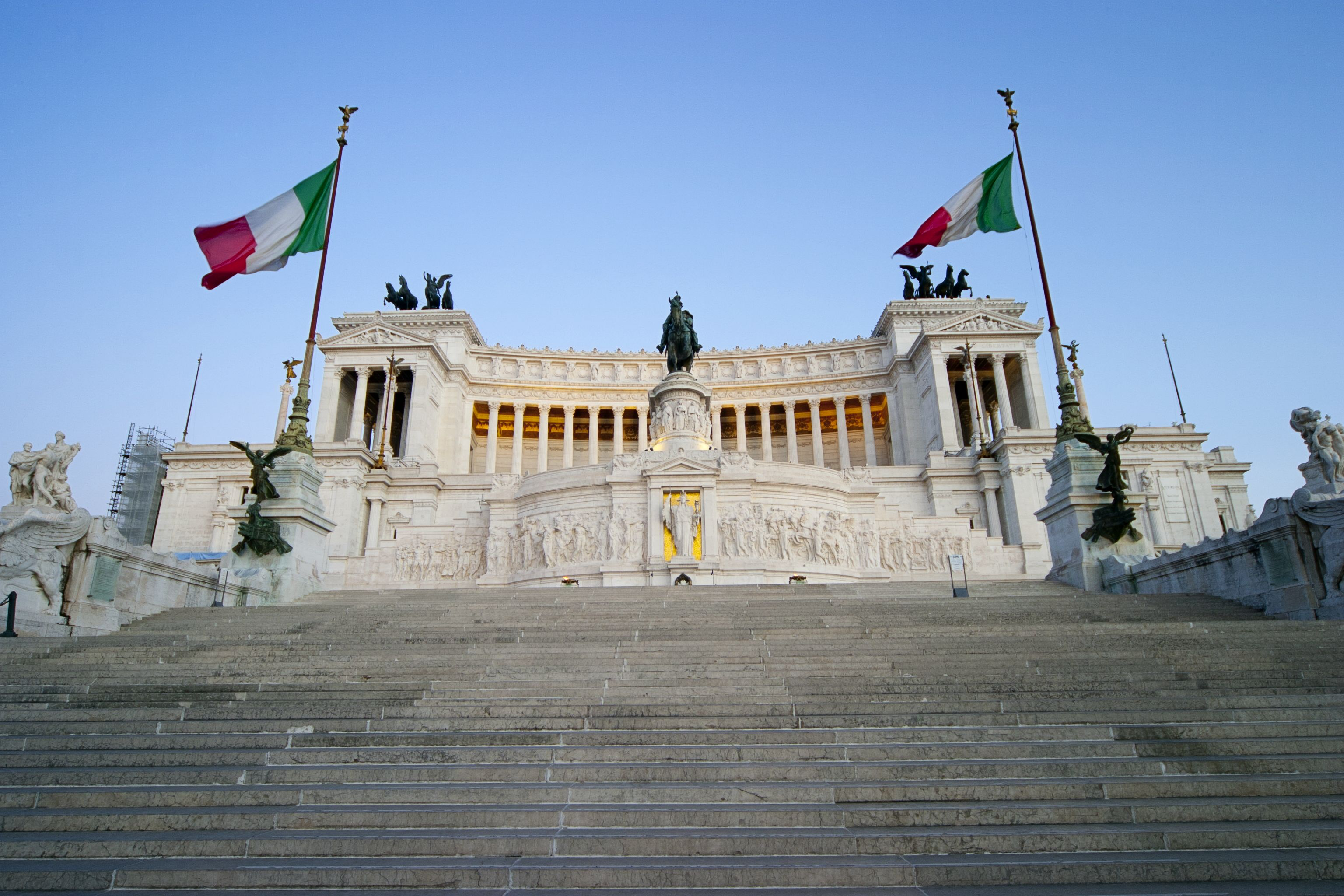
La scalinata d'ingresso al Vittoriano, che porta all'Altare della Patria, visibile al centro dell'immagine, sotto la statua equestre di Vittorio Emanuele II. Sulla sommità del Vittoriano si possono notare i due propilei laterali e l'imponente colonnato centrale del sommoportico

Sviluppandosi sul colle del Campidoglio, il Vittoriano si erge nel centro simbolico della Roma antica ed è collegato a quella moderna grazie alle strade che dipartono a raggiera da piazza Venezia. Il complesso monumentale del Vittoriano è alto 70 metri (81 metri se si comprendono le quadrighe di coronamento dei due propilei), largo 135 metri, profondo 130 metri, occupa una superficie di 17 550 metri quadrati e possiede, grazie al cospicuo sviluppo degli spazi interni, una superficie calpestabile di 717 000 metri quadrati. La scalinata d'ingresso è larga 41 metri e lunga 34 metri, mentre la terrazza dove è situato l'Altare della Patria è larga 66 metri. La profondità massima dei sotterranei del Vittoriano raggiunge la quota di 17 metri sotto il livello stradale. Il colonnato è formato da colonne alte 15 metri e la lunghezza del porticato è pari a 72 metri. Dal giugno 2007 è possibile salire alla terrazza delle quadrighe usufruendo di un ascensore: questa terrazza, che è la più alta del monumento, è anche raggiungibile tramite 196 scalini che partono dal sommoportico.
Uno degli elementi architettonicamente preponderanti del Vittoriano sono le scalinate esterne, costituite nel complesso da 243 gradini, e il portico situato sulla sommità del monumento, inserito tra due propilei laterali. Il portico del Vittoriano è detto "sommoportico" per la sua posizione sopraelevata (da "sommo", ossia "alto", "grande", "parte più elevata"). Altro elemento architettonicamente rilevante è l'ampio colonnato di ordine corinzio che caratterizza il sommoportico e i due propilei.

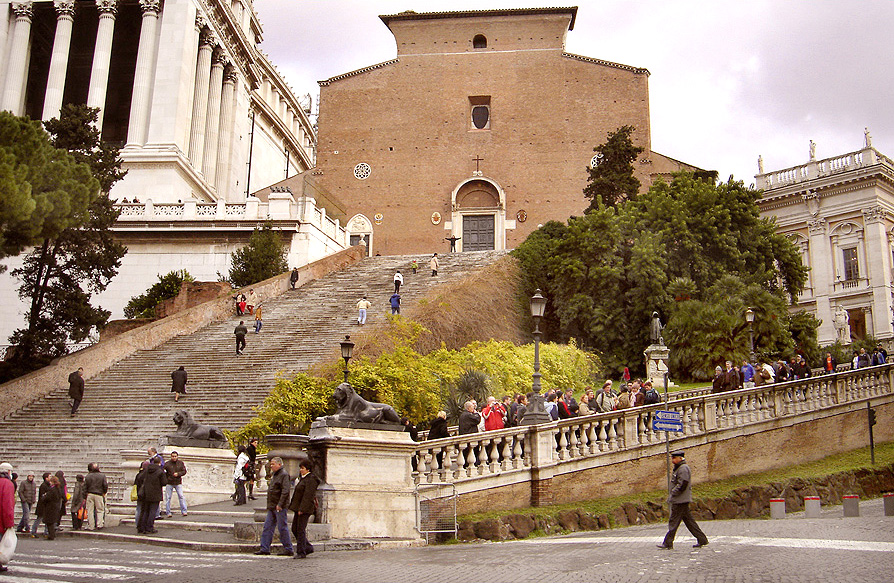
La basilica dell'Ara Coeli. Sulla sinistra si intravede il Vittoriano

Le allegorie (ovvero i concetti astratti espressi attraverso immagini concrete) delle opere artistiche del Vittoriano rappresentano, secondo i canoni dello stile Neoclassico, perlopiù le virtù e i sentimenti, spesso resi con personificazioni, che animarono gli italiani nelle lotte per l'unità nazionale durante il Risorgimento, inteso come periodo che va dai moti del 1820-1821 alla presa di Roma (1870), o, secondo altri, alla vittoria nella prima guerra mondiale. Nel Vittoriano è cospicua la presenza di statue rappresentanti Vittorie alate, sia in marmo sia in bronzo, che simboleggiano il buon auspicio avuto nella realizzazione dell'unità nazionale italiana.
Sono numerose anche le opere artistiche che richiamano la storia dell'antica Roma. Fin dalla sua inaugurazione il complesso del Vittoriano celebra infatti anche la grandezza e la maestà di Roma, che è eletta al ruolo di legittima capitale d'Italia. Diversi poi sono i simboli vegetali presenti, fra i quali la palma (che richiama la vittoria), la quercia (la forza), l'alloro (la pace vittoriosa), il mirto (il sacrificio) e l'ulivo (la concordia). Tutte le opere d'arte realizzate per il Vittoriano hanno impegnato i maggiori artisti allora attivi in Italia.

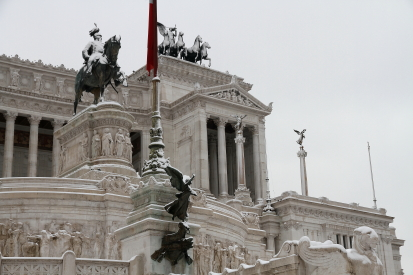
Il Vittoriano innevato

Nel Vittoriano sono diffusi significati allegorici che, nelle intenzioni dei loro realizzatori, avrebbero dovuto essere chiari e univoci. Secondo alcuni autori, però, questo obiettivo non fu raggiunto, visto che le opere, a loro parere, hanno spesso subito delle interpretazioni ambigue. Chi sostiene quest'ambivalenza intrinseca del Vittoriano ne trova le cause nel Risorgimento che, secondo la visione revisionistica, fu caratterizzato da una natura duale: da una parte ci sarebbero stati i patrioti, dall'altra la maggioranza silenziosa, formata principalmente da contadini e dalla classe media, che sarebbe rimasta indifferente al processo di unificazione italiana. Gli stessi patrioti avevano d'altronde vedute diverse sul futuro sistema di governo italiano: fin dall'inizio furono infatti divisi in centralisti e federalisti, in monarchici e repubblicani. Tutti, in ogni caso, si riconoscevano nella stessa bandiera tricolore e condividevano gli stessi ideali di unità e di indipendenza.
A ciò va aggiunta la stratificazione storica e la profonda differenza di impiego pubblico del Vittoriano, in particolare il contrasto politico tra l'Italia liberale e quella fascista nel diffondere i rispettivi messaggi politici. Se l'Italia liberale vedeva nel Vittoriano un tempio laico dove celebrare metaforicamente l'unità e la libertà della patria, il fascismo considerava il monumento come un palcoscenico dove ostentare la potenza militare aggressiva del Paese. Infine, dalla nascita della Repubblica Italiana esso è considerato come il "foro della Repubblica".

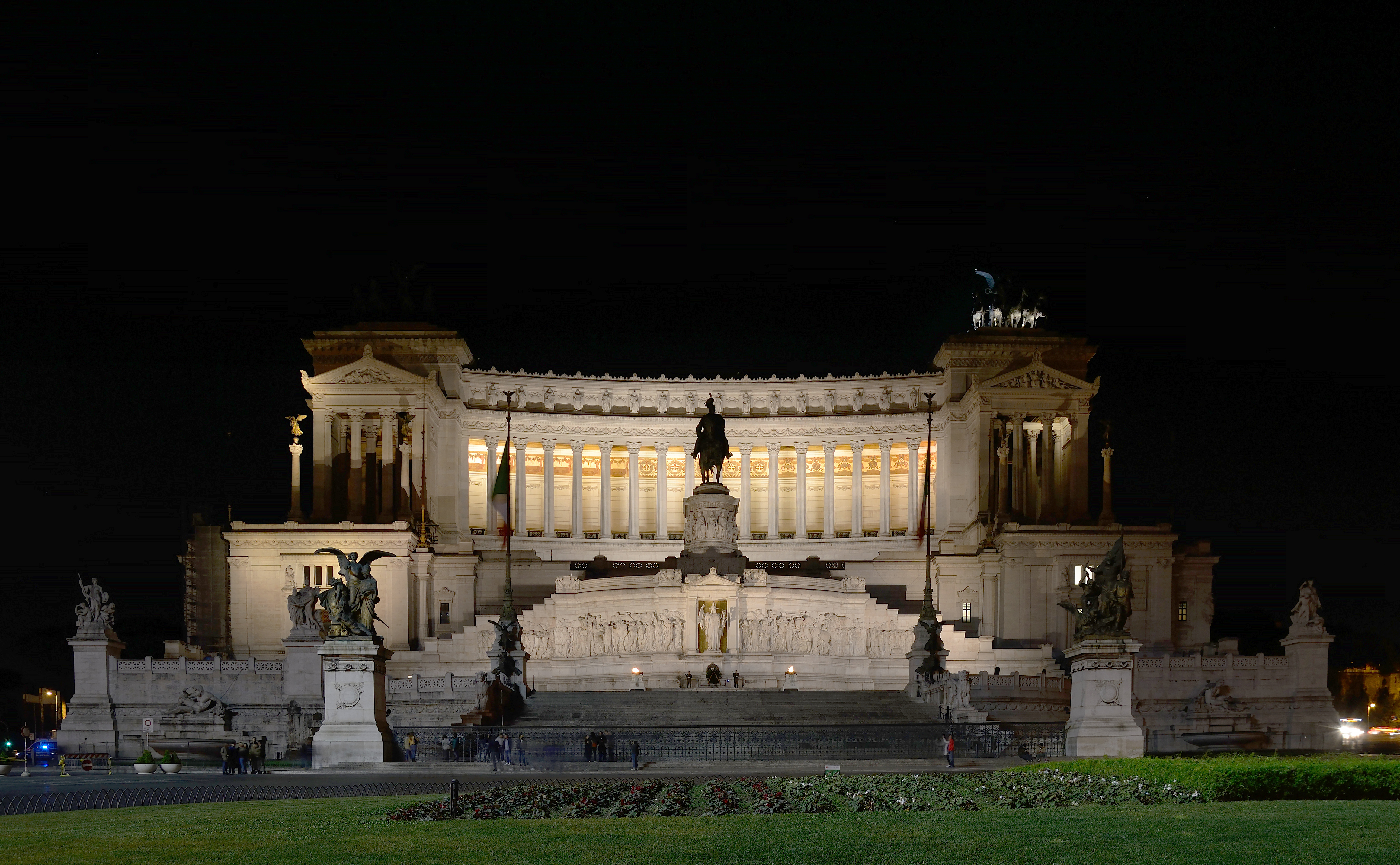
Il Vittoriano di notte

Da un punto di vista stilistico, l'architettura e le opere d'arte che impreziosiscono il Vittoriano sono state concepite con l'obiettivo di creare uno "stile nazionale", un modello da utilizzare poi anche in altri ambiti. Era questa, infatti, l'esigenza manifestata dai critici d'arte nei primi decenni di unità, in cui la nazione metteva a punto la sua identità anche dal punto di vista artistico. Questo "stile nazionale", secondo Camillo Boito che ne fu il teorico, non poteva essere nuovo di pianta, ma anzi, per avere indole compiutamente nazionale, avrebbe dovuto collegarsi alle architetture italiane del passato; lo studio dei classici, però, doveva essere considerato un punto di partenza e non di arrivo. Questa era la responsabilità sentita da Sacconi nel suo progetto.
In tale ambito, per la realizzazione del Vittoriano, Giuseppe Sacconi prese spunto dall'architettura neoclassica, l'erede dell'architettura classica greca e romana, sulla quale furono innestati elementi italici secondo lo spirito dell'Eclettismo. Il Sacconi tenne presente anche lo stile architettonico in voga durante il Secondo Impero francese di Napoleone III (1852-1870), che fu assai comune nei nuovi edifici costruiti a Parigi in quel periodo, portando alla completa trasformazione della capitale francese; questo stile era infatti l'unico che egli apprezzasse tra quelli a lui contemporanei, pur non condividendone l'eccessivo decorativismo e la sontuosità. Secondo alcuni autori, Sacconi si sarebbe ispirato inoltre alle forme utilizzate, anche in ambito coloniale, da diverse nazioni imperialiste dell'epoca come il Regno Unito, la Francia, l'Impero tedesco e il Belgio.

## Le fontane dei due mari
Addossate al basamento esterno del Vittoriano, ai lati della cancellata d'ingresso di piazza Venezia, si trovano le "fontane dei due mari", rispettivamente dedicate al mare Adriatico e al mar Tirreno. Entrambe sono inserite in un'aiuola e possiedono, fin dall'origine, un sistema idraulico che ne ricicla l'acqua evitando gli sprechi. Un tempo era anche attiva una cisterna da 500 000 litri d'acqua, poi abbandonata, che si trova nei sotterranei del monumento.
Le due fontane rappresentano i due maggiori mari italiani, che costeggiano le rive laterali della penisola italiana, simboleggiata invece dal Vittoriano: in questo modo è rappresentato, anche geograficamente, l'intero Paese. A destra della fontana dell'Adriatico si osservano i resti del sepolcro di Gaio Publicio Bibulo, monumento dell'epoca repubblicana e importante punto di riferimento per la toponomastica romana antica.
|                        | |                  |          |
| Opera                  | Descrizione | Autore           | Immagini |
| Fontana dell'Adriatico | Si trova a sinistra dell'ingresso al Vittoriano. È una personificazione allegorica che rappresenta il mare Adriatico, con un braccio rivolto a Oriente e quell'altro che poggia su un Leone di San Marco, che simboleggia la città di Venezia.                                                   | Emilio Quadrelli |          |
| Fontana del Tirreno    | Si trova a destra dell'ingresso al Vittoriano. È una personificazione allegorica che rappresenta il mar Tirreno, sdraiato sulla lupa capitolina e con un braccio poggiante su una scultura su cui è scolpita la sirena Partenope a simboleggiare, rispettivamente, le città di Roma e di Napoli. | Pietro Canonica  |          |

## Le scalinate esterne e le terrazze

### Generalità

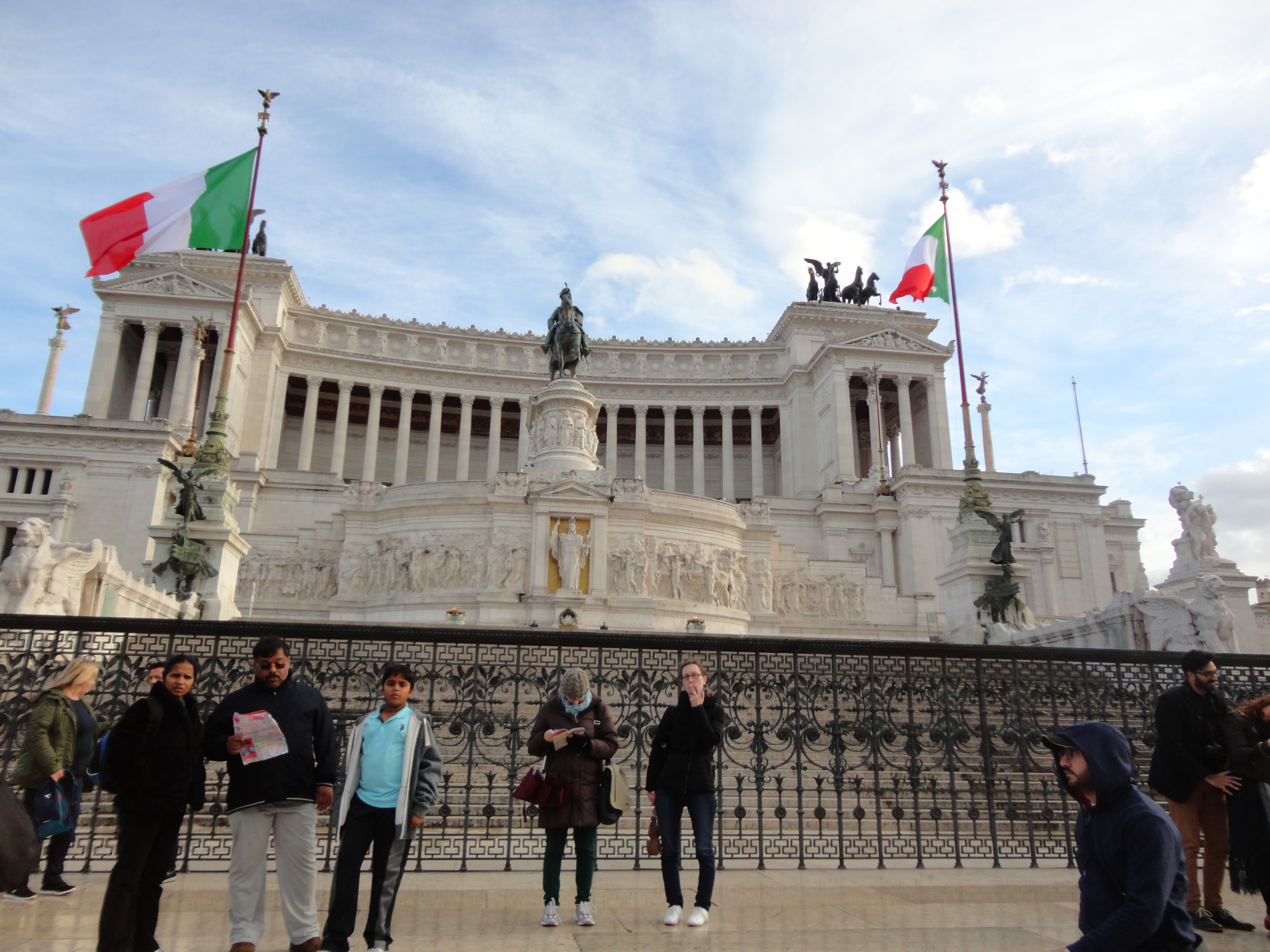
La cancellata artistica che chiude l'ingresso del Vittoriano

Le scalinate esterne del Vittoriano si adattano ai fianchi del versante settentrionale del Campidoglio e conducono, partendo dall'ingresso di piazza Venezia, alla terrazza dell'Altare della Patria, quindi alla terrazza delle città redente (quella immediatamente al di sotto del colonnato del sommoportico) e infine alle terrazze dei due propilei, che si affiancano al sommoportico costituendone gli ingressi.
Il Vittoriano è stato ideato come un grande foro aperto ai cittadini, una sorta di piazza sopraelevata nel cuore della capitale organizzata come un'agorà su tre livelli dove sono ampi gli spazi riservati al transito e alla sosta dei visitatori, di cui le scalinate e le terrazze costituiscono l'elemento fondamentale.
Il monumento, nel complesso, appare come una sorta di rivestimento marmoreo del versante settentrionale del colle del Campidoglio: è stato quindi pensato come un luogo dov'è possibile compiere una passeggiata patriottica ininterrotta tra le opere presenti, che hanno quasi tutte significati allegorici legati alla storia d'Italia. Il percorso non ha infatti una fine architettonica, dato che gli ingressi alla parte più elevata sono due, una per ciascun propileo.

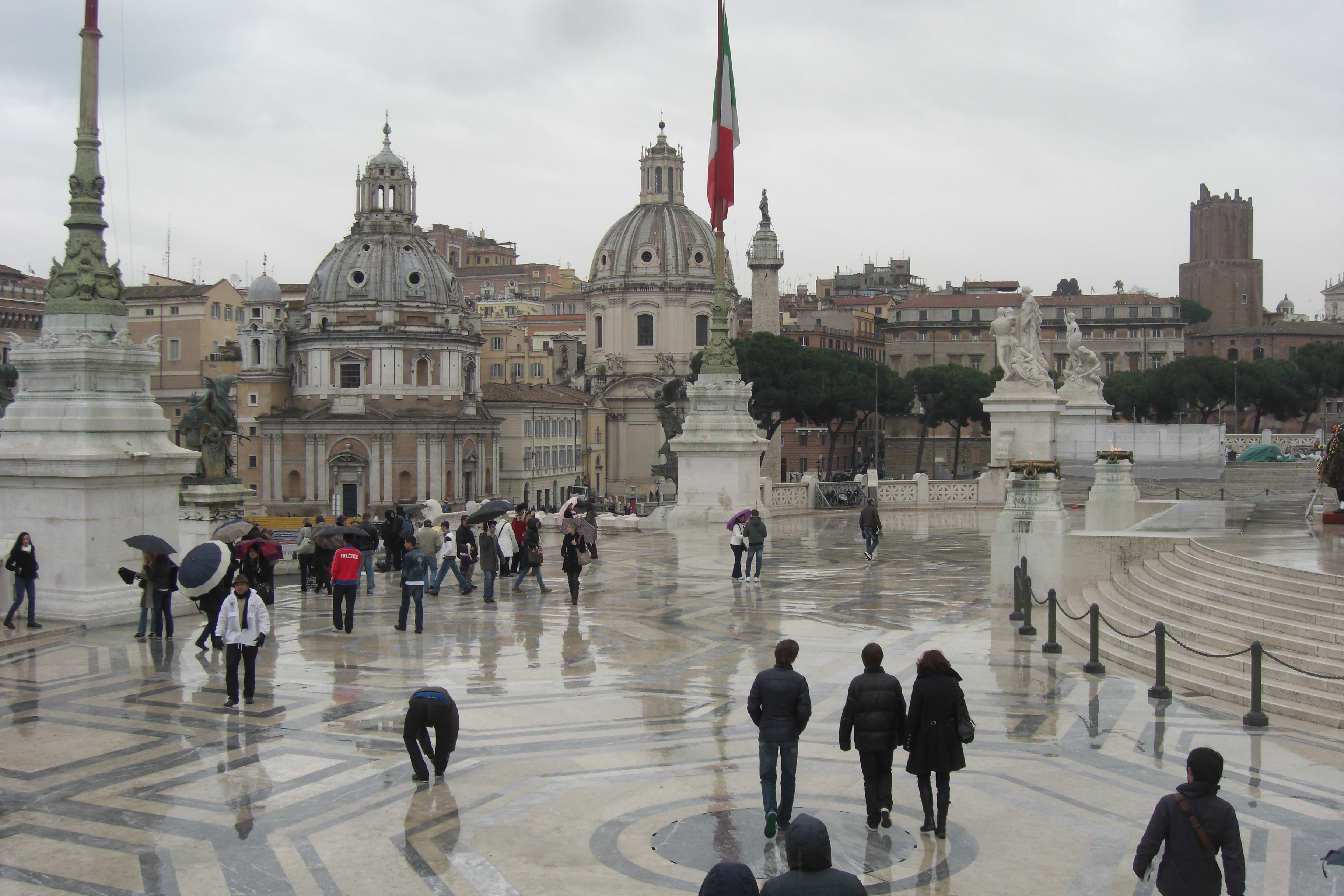
La terrazza dell'Altare della Patria, situato al termine della scalinata d'ingresso al Vittoriano, che si scorge sulla sinistra, tra i due pennoni su cui sventolano altrettante bandiere italiane. La scalinata d'accesso all'Altare della Patria si intravede invece sulla destra

Il percorso lungo la scalinata continua anche oltre la tomba del Milite Ignoto a rappresentare simbolicamente un corteo di italiani continuo e senza interruzioni che prosegue la sua camminata fino al punto più elevato della costruzione, ovvero il sommoportico e i propilei. Il Vittoriano è stato pensato come un luogo dov'è possibile compiere una passeggiata patriottica ininterrotta (il percorso non ha infatti una fine architettonica, dato che gli ingressi alla parte più elevata sono due, una per ciascun propileo) tra le opere presenti, che hanno quasi tutte significati allegorici legati alla storia d'Italia.
All'ingresso è presente un'imponente scalinata che porta alla terrazza dell'Altare della Patria e del Milite Ignoto e che rappresenta la prima piattaforma sopraelevata del Vittoriano, nonché il suo centro simbolico. Il percorso lungo la scalinata continua anche oltre la tomba del Milite Ignoto a rappresentare simbolicamente un corteo di italiani continuo e senza interruzioni che prosegue la sua camminata fino al punto più elevato della costruzione: il sommoportico e i propilei.
La cancellata artistica d'accesso al Vittoriano, opera di Manfredo Manfredi, ha la particolarità di essere "a scomparsa", ossia di poter scorrere verticalmente nel sottosuolo grazie a dei binari. L'impianto che permette l'abbassamento dell'inferriata, originariamente idraulico, era considerato all'epoca della sua costruzione tra i più tecnologicamente avanzati al mondo. La cancellata d'ingresso ha una lunghezza di 40 metri e un peso di 10 500 tonnellate.

### La scalinata d'ingresso
Su entrambi i lati della scalinata d'ingresso si trovano una serie di sculture che accompagnano il visitatore verso l'Altare della Patria. Le prime sculture che si incontrano sono due gruppi scultorei in bronzo dorato, con soggetti ispirati al pensiero di Giuseppe Mazzini: Il Pensiero e L'Azione (rispettivamente a sinistra e a destra della scalinata per chi proviene da piazza Venezia), a cui seguono due gruppi scultorei (anche in questo caso uno per parte) che raffigurano altrettanti Leoni alati e infine, sulla sommità della scalinata, prima dell'inizio della terrazza dell'Altare della Patria, due Vittorie alate.
La presenza di queste figure non è casuale, bensì ha un preciso significato simbolico. Il Pensiero e L'Azione sono stati infatti fondamentali nel processo di unificazione italiana, visto che sono necessari per far cambiare il corso della storia e per trasformare una società. La forma complessiva dei due gruppi scultorei richiama le caratteristiche intrinseche dei due concetti: L'Azione ha un profilo triangolare e spigoloso, mentre Il Pensiero ha una foggia circolare. I due Leoni alati rappresentano l'iniziazione dei patrioti che decidono di unirsi all'impresa di unificazione italiana motivati da ardore e forza, le quali controllano anche il loro lato istintivo: se l'istinto fosse lasciato completamente libero, si scivolerebbe verso l'ottenebramento delle loro capacità. Le Vittorie alate, oltre a richiamare i successi militari e culturali dell'epoca romana, simboleggiano invece allegoricamente il buon auspicio avuto per la realizzazione dell'unità nazionale.
|                | |                                        |          |
| Opera          | Descrizione | Autore                                 | Immagini |
| Il Pensiero    | Si trova a sinistra della scalinata. Un Genio alato bronzeo rappresenta Il Pensiero, che poggia una mano sulla personificazione de La Saggezza, da cui prende allegoricamente ispirazione, e che aiuta Il Popolo a risollevarsi incitato dalla dea Minerva. La composizione è completata dal Genio della Guerra che affila le armi pronto alla lotta, e da La Discordia, che ha in mano una torcia e un flagello, grazie ai quali mette in fuga La Tirannide, che ormai è allo stremo.                                                | Giulio Monteverde                      |          |
| L'Azione       | Si trova a destra della scalinata. L'Azione, resa allegoricamente da un gruppo di soldati dell'esercito sabaudo, solleva la bandiera d'Italia su cui sono riportati i termini "Italia" e "Vittorio", mentre un Leone di Venezia schiaccia l'oppressore, una donna con in mano una clava è pronta a gettarsi contro il nemico e un giovane garibaldino (unica figura di tutto il Vittoriano, oltre alla statua equestre di Vittorio Emanuele II, avente abiti contemporanei) si prepara all'assalto e un popolano grida alla riscossa. | Francesco Jerace                       |          |
| Leone alato    | Sono due statue marmoree che rappresentano un Leone alato accovacciato sulla balaustra. I due Leoni alati rappresentano l'iniziazione dei patrioti che decidono di unirsi all'impresa di unificazione italiana motivati da ardore e forza, le quali controllano anche il loro lato istintivo: diversamente i patrioti scivolebbero verso l'ottenebramento delle loro capacità se l'istinto fosse lasciato completamente libero. | Giuseppe Tonnini                       |          |
| Leone alato    | Sono due statue marmoree che rappresentano un Leone alato accovacciato sulla balaustra. I due Leoni alati rappresentano l'iniziazione dei patrioti che decidono di unirsi all'impresa di unificazione italiana motivati da ardore e forza, le quali controllano anche il loro lato istintivo: diversamente i patrioti scivolebbero verso l'ottenebramento delle loro capacità se l'istinto fosse lasciato completamente libero. | Giuseppe Tonnini                       |          |
| Vittoria alata | Sono due statue bronzee che rappresentano una Vittoria alata svettante su un basamento decorato da rostri. Le Vittorie alate, oltre a richiamare i successi militari e culturali dell'epoca romana, simboleggiano allegoricamente il buon auspicio avuto per la realizzazione dell'unità nazionale. | Edoardo Rubino (quella di sinistra)    |          |
| Vittoria alata | Sono due statue bronzee che rappresentano una Vittoria alata svettante su un basamento decorato da rostri. Le Vittorie alate, oltre a richiamare i successi militari e culturali dell'epoca romana, simboleggiano allegoricamente il buon auspicio avuto per la realizzazione dell'unità nazionale. | Edoardo De Albertis (quella di destra) |          |

### Il terrazzo dell'Altare della Patria
Al termine della scalinata d'ingresso, subito dopo le statue delle Vittorie alate, si apre il terrazzo dell'Altare della Patria, prima piattaforma sopraelevata del Vittoriano, che è dominata centralmente dalla statua della dea Roma e dal sacello del Milite Ignoto. Sul terrazzo dell'Altare della Patria si trovano anche i gruppi scultorei in marmo botticino che simboleggiano i valori morali degli italiani, ovvero i principi ideali che rendono salda la nazione.
I quattro gruppi hanno un'altezza di 6 metri e sono situati a destra e a sinistra dell'ingresso alla terrazza dell'Altare della Patria (due per parte), lateralmente alle statue de Il Pensiero e de L'Azione e in corrispondenza delle fontane dei due mari, lungo i parapetti che si affacciano su piazza Venezia. Ciò non è un caso: i concetti espressi da queste quattro gruppi scultorei, La Forza, La Concordia, Il Sacrificio e Il Diritto, sono l'emanazione tangibile de Il Pensiero e de L'Azione.
|               | |                    |          |
| Opera         | Descrizione | Autore             | Immagini |
| La Forza      | Si trova a sinistra del parapetto che sovrasta la fontana dell'Adriatico. Il gruppo scultoreo è formato da un giovane centurione romano che domina un balestriere medievale (epoca in cui l'Italia era divisa in molteplici Stati: durante l'epoca romana la penisola era invece sotto un'unica insegna, quella di Roma) e un lavoratore con in mano un piccone avente una posa riflessiva. Il concetto di "forza" è espresso dalla massa muscolare del centurione romano, che è imponente e che ha un piglio michelangiolesco (quindi possente e maestoso), e dalla forma complessiva del gruppo scultoreo, che è triangolare e spigolosa. | Augusto Rivalta    |          |
| La Concordia  | Si trova a destra del parapetto che sovrasta la fontana dell'Adriatico. Il gruppo scultoreo è formato da una figura centrale, La Concordia nella forma di una donna con cornucopia, che fa da paciere accompagnando l'abbraccio tra un senatore romano, che rappresenta Il Principato, ovvero la monarchia sabauda, e un giovane, che invece simboleggia Il Popolano, ovvero il popolo italiano, accompagnando un abbraccio tra i due. Altra figura presente è La Famiglia nella forma di una donna con in braccio un bambino che simboleggia la nascita del nuovo Stato. Complessivamente il gruppo scultoreo comunica allegoricamente la nascita del Regno d'Italia come un'intesa tra la monarchia sabauda e il popolo italiano. | Lodovico Pogliaghi |          |
| Il Sacrificio | Si trova a sinistra del parapetto che sovrasta la fontana del Tirreno. Il gruppo scultoreo è formato da quattro figure con al centro un giovane combattente morente che è sorretto da un uomo che porta le catene da schiavo spezzate ai polsi, simbolo della riconquista della libertà e della dignità, che sono state ottenute grazie al sacrificio del guerriero: quest'ultimo concetto è comunicato da un'altra figura, il Genio della Libertà, che è proteso verso il combattente nell'atto di dargli un bacio. Completa il gruppo scultoreo una donna che impersonifica La Famiglia: le donne, durante il periodo risorgimentale, erano infatti viste come uno degli esempi più importanti del sacrificio, che era indirizzato verso la famiglia e i figli. Il gruppo scultoreo Il Sacrificio è legato alla precedente scultura La Forza, visto che quest'ultima è fondamentale per avere quell'energia spirituale necessaria per compiere sacrifici. | Leonardo Bistolfi  |          |
| Il Diritto    | Si trova a destra del parapetto che sovrasta la fontana del Tirreno. Il gruppo scultoreo è formato da quattro figure. Al centro è presente La Libertà che rinfodera la spada dopo aver sconfitto La Tirannia, che è stesa a terra e che lascia la scena a Il Diritto. Quest'ultimo volge lo sguardo verso La Tirannia comunicando il fatto che è anche suo garante nonostante i regimi dispotici lo rifiutino. Sullo sfondo, dietro La Libertà e Il Diritto, è presente Il Popolo, che è sostenuto nella sua lotta per la causa nazionale dai primi due. | Ettore Ximenes     |          |

### I portoni che conducono agli spazi interni
Ai lati dell'Altare della Patria la scalinata riprende dividendosi in due rampe simmetriche e parallele alla tomba del Milite Ignoto. Entrambe giungono a un pronao dove si aprono due grandi portoni (uno per lato, entrambi posizionati simmetricamente e lateralmente al Milite Ignoto e ciascuno in corrispondenza di uno dei due propilei) che conducono agli spazi interni del Vittoriano.
Sopra ciascun portone sono collocate due statue: sul portone di sinistra La Politica e La Filosofia, mentre sul portone di destra La Guerra e La Rivoluzione:
|                | |                             |          |
| Opera          | Descrizione | Autore                      | Immagini |
| La Politica    | Questo concetto è allegoricamente reso come una donna seduta che volge il suo sguardo a sinistra, verso l'altra statua che si trova sul medesimo portone, La Filosofia. Impugna un globo, un libro e una spada che ha la punta verso terra: questi ultimi due simboleggiano la forza, l'universalità e l'elevamento della politica che ha poi ispirato la Rivoluzione americana, la Rivoluzione francese e il Risorgimento italiano. | Nicola Cantalamessa Papotti |          |
| La Filosofia   | La filosofia è metaforicamente rappresentata da una donna avente un atteggiamento riflessivo con la mano destra appoggiata sul mento e la testa abbassata. La donna è a seno scoperto a simboleggiare la libertà di pensiero, concetto reso anche dalla presenza di alette posizionate sull'acconciatura. | Eugenio Maccagnani          |          |
| La Guerra      | La guerra è allegoricamente resa come una donna vestita da antica romana che impugna una spada sguainata mentre difende metaforicamente la libertà, concetto caro agli illuministi. | Ettore Ferrari              |          |
| La Rivoluzione | La rivoluzione è metaforicamente rappresentata da una donna seminuda nell'atto di alzarsi. Nella mano destra impugna un'ascia, mentre sulla testa indossa un berretto frigio, simbolo della Rivoluzione francese. Il suo atteggiamento è minaccioso e aggressivo. | Ettore Ferrari              |          |

### La terrazza della statua equestre di Vittorio Emanuele II

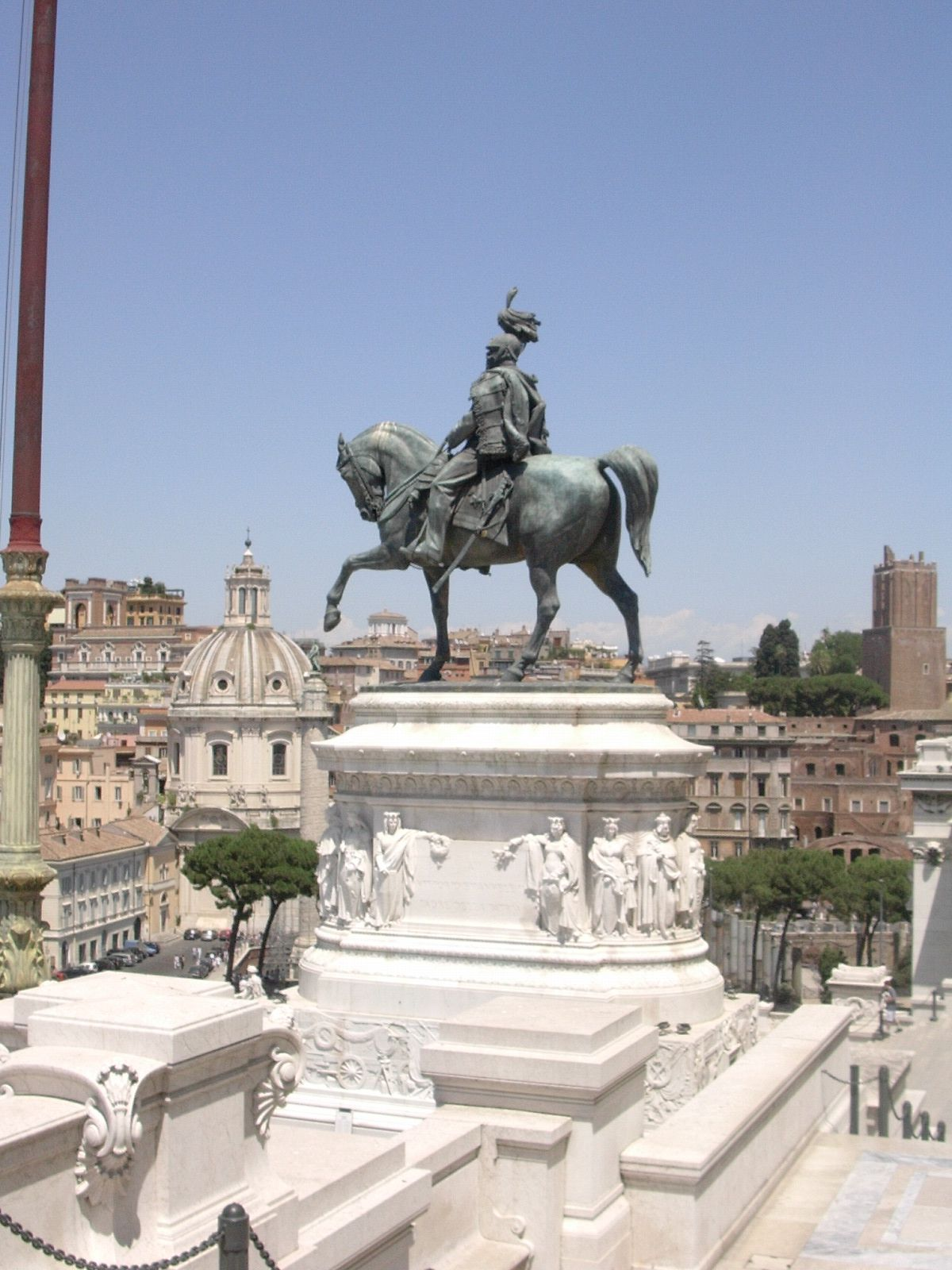
La statua equestre di Vittorio Emanuele II, sul cui basamento marmoreo sono scolpite le statue delle città nobili

Dai due ripiani in cui si aprono i portoni che danno accesso agli spazi interni partono due ulteriori rampe di scale che convergono, esattamente dietro all'Altare della Patria, verso il basamento della statua equestre di Vittorio Emanuele II: quest'ultima è situata sulla seconda grande piattaforma sopraelevata, in ordine di altezza, del Vittoriano. Dietro la statua la scalinata riprende la sua ascesa in direzione del sommoportico giungendo a un piccolo ripiano, da cui partono lateralmente due scalinate che portano ciascuna all'ingresso di un propileo. Prima di giungere agli ingressi dei propilei ciascuna delle due scalinate si interrompe, creando un piccolo ripiano intermedio che consente l'accesso alla terrazza delle città redente, terza grande e ultima piattaforma sopraelevata del Vittoriano, che si trova esattamente dietro alla statua equestre di Vittorio Emanuele II e immediatamente sotto il colonnato del sommoportico.

### La terrazza delle città redente

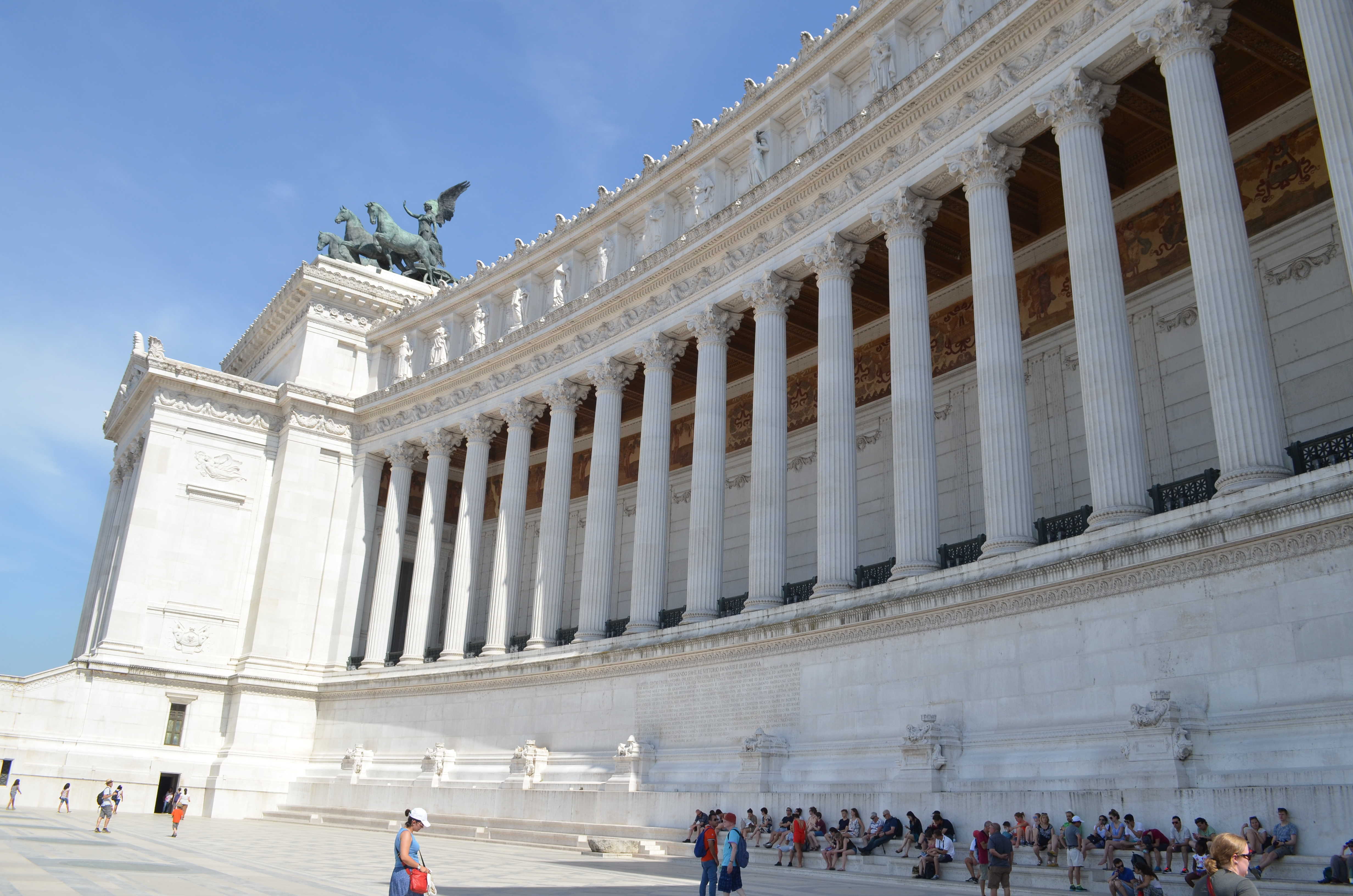
Panoramica della terrazza delle città redente

Le città redente sono quelle unite all'Italia in seguito al trattato di Rapallo (1920) e al trattato di Roma (1924), accordi di pace a conclusione della prima guerra mondiale: queste municipalità sono Trieste, Trento, Gorizia, Pola, Fiume e Zara.
In seguito ai trattati di Parigi (1947), accordi di pace firmati dalle nazioni partecipanti alla seconda guerra mondiale, Pola, Fiume e Zara sono passate alla Jugoslavia e – dopo la dissoluzione di quest'ultima – alla Croazia. Dopo il secondo conflitto mondiale, il territorio di Gorizia fu diviso: la maggior parte della città rimase all'Italia, mentre una piccola porzione passò prima alla Jugoslavia e poi alla Slovenia, sviluppandosi nel corso del tempo nella nuova città di Nova Gorica.
Ogni città redenta è rappresentata da un altare addossato alla parete di fondo che reca scolpito lo stemma comunale corrispondente. I sei altari sono stati collocati sulla terrazza tra il 1929 e il 1930.
Nel dettaglio, la descrizione degli altari è la seguente:
|         | |          |
| Città   | Descrizione | Immagini |
| Trieste | Sono sei altari riportanti il nome di altrettante città redente, che sono sormontati dal rispettivo stemma comunale. |          |
| Trento  | Sono sei altari riportanti il nome di altrettante città redente, che sono sormontati dal rispettivo stemma comunale. |          |
| Gorizia | Sono sei altari riportanti il nome di altrettante città redente, che sono sormontati dal rispettivo stemma comunale. |          |
| Pola    | Sono sei altari riportanti il nome di altrettante città redente, che sono sormontati dal rispettivo stemma comunale. |          |
| Zara    | Sono sei altari riportanti il nome di altrettante città redente, che sono sormontati dal rispettivo stemma comunale. |          |
| Fiume   | Sono sei altari riportanti il nome di altrettante città redente, che sono sormontati dal rispettivo stemma comunale. |          |

Al centro della fila degli altari delle città redente, incisa sullo stilobate, ovvero sulla parete verticale su cui poggia il colonnato del sommoportico, è collocata una monumentale iscrizione scolpita in occasione della solenne cerimonia di tumulazione del Milite Ignoto (4 novembre 1921) che riporta il testo del Bollettino della Vittoria, documento ufficiale scritto dopo l'armistizio di Villa Giusti con il quale il generale Armando Diaz, comandante supremo del Regio Esercito, annunciò, il 4 novembre 1918, la resa dell'Impero austro-ungarico e la vittoria dell'Italia nella prima guerra mondiale.
Alla base del testo del Bollettino della Vittoria si trovano altri due altari simili a quelli delle città redente ma che hanno, in luogo dello stemma comunale delle municipalità delle municipalità, un elmetto:
|                                      | |          |
| Opera                                | Descrizione | Immagini |
| Altari del Bollettino della Vittoria | Questi due altari recano la scritta: "Et Facere Fortia" (altare di sinistra della scritta) "Et Pati Fortia" (altare di destra) riecheggiante la locuzione latina Et facere et pati fortia romanum est (Tito Livio, Storia di Roma, 11: nell'opera di Livio la frase è pronunciata da Muzio Scevola nei confronti di Porsenna), ossia "È da Romano compiere e patire cose forti". |          |
| Altari del Bollettino della Vittoria | Questi due altari recano la scritta: "Et Facere Fortia" (altare di sinistra della scritta) "Et Pati Fortia" (altare di destra) riecheggiante la locuzione latina Et facere et pati fortia romanum est (Tito Livio, Storia di Roma, 11: nell'opera di Livio la frase è pronunciata da Muzio Scevola nei confronti di Porsenna), ossia "È da Romano compiere e patire cose forti". |          |

La monumentale iscrizione che riporta il Bollettino della Vittoria recita: 
La gverra contro l'Avstria-Vngheria che, sotto l'alta gvida di S.M. il Re, dvce svpremo, l'Esercito Italiano, inferiore per nvmero e per mezzi, inizio' il 24 maggio 1915 e con fede incrollabile e tenace valore condvsse ininterrotta ed asprissima per 41 mesi, è vinta. La gigantesca battaglia ingaggiata il 24 dello scorso ottobre ed alla qvale prendevano parte cinqvantvno divisioni italiane, tre britanniche, dve francesi, vna cecoslovacca ed vn reggimento americano, contro settantatre' divisioni avstrovngariche, è finita. La fvlminea e arditissima avanzata del XXIX Corpo d'Armata sv Trento, sbarrando le vie della ritirata alle armate nemiche del Trentino, travolte ad occidente dalle trvppe della VII armata e ad oriente da qvelle della I, VI e IV, ha determinato ieri lo sfacelo totale del fronte avversario. Dal Brenta al Torre l'irresistibile slancio della XII, della VIII, della X armata e delle divisioni di cavalleria, ricaccia sempre piv' indietro il nemico fvggente. Nella pianvra, S.A.R. il Dvca d'Aosta avanza rapidamente alla testa della sva invitta III armata, anelante di ritornare svlle posizioni da essa già vittoriosamente conqvistate, che mai aveva perdvte. L'Esercito Avstro-Vngarico è annientato: esso ha svbito perdite gravissime nell'accanita resistenza dei primi giorni e nell'insegvimento ha perdvto qvantità ingentissime di materiale di ogni sorta e pressoché per intero i svoi magazzini e i depositi. Ha lasciato finora nelle nostre mani circa trecentomila prigionieri con interi stati maggiori e non meno di cinqvemila cannoni. I resti di qvello che fv vno dei piv' potenti eserciti del mondo risalgono in disordine e senza speranza le valli che avevano discese con orgogliosa sicvrezza.
IV novembre MCMXVIII, Comando Svpremo Diaz»
Analogamente fu firmato, dall'ammiraglio Paolo Thaon di Revel, comandante supremo della Regia Marina, il Bollettino della Vittoria Navale. Non fu invece redatto un analogo bollettino per le forze aeree, visto che queste ultime all'epoca facevano ancora capo al Servizio Aeronautico, reparto del Regio Esercito: la Regia Aeronautica, terza forza armata del Regno d'Italia, fu infatti istituita solo nel 1923, dopo la fine della prima guerra mondiale.
Sulla terrazza delle città redente si trova anche un macigno proveniente dal Massiccio del Grappa, per un anno teatro del fronte italiano della prima guerra mondiale, a rappresentare tutti i luoghi dove i soldati italiani hanno combattuto durante questo conflitto.

## L'Altare della Patria

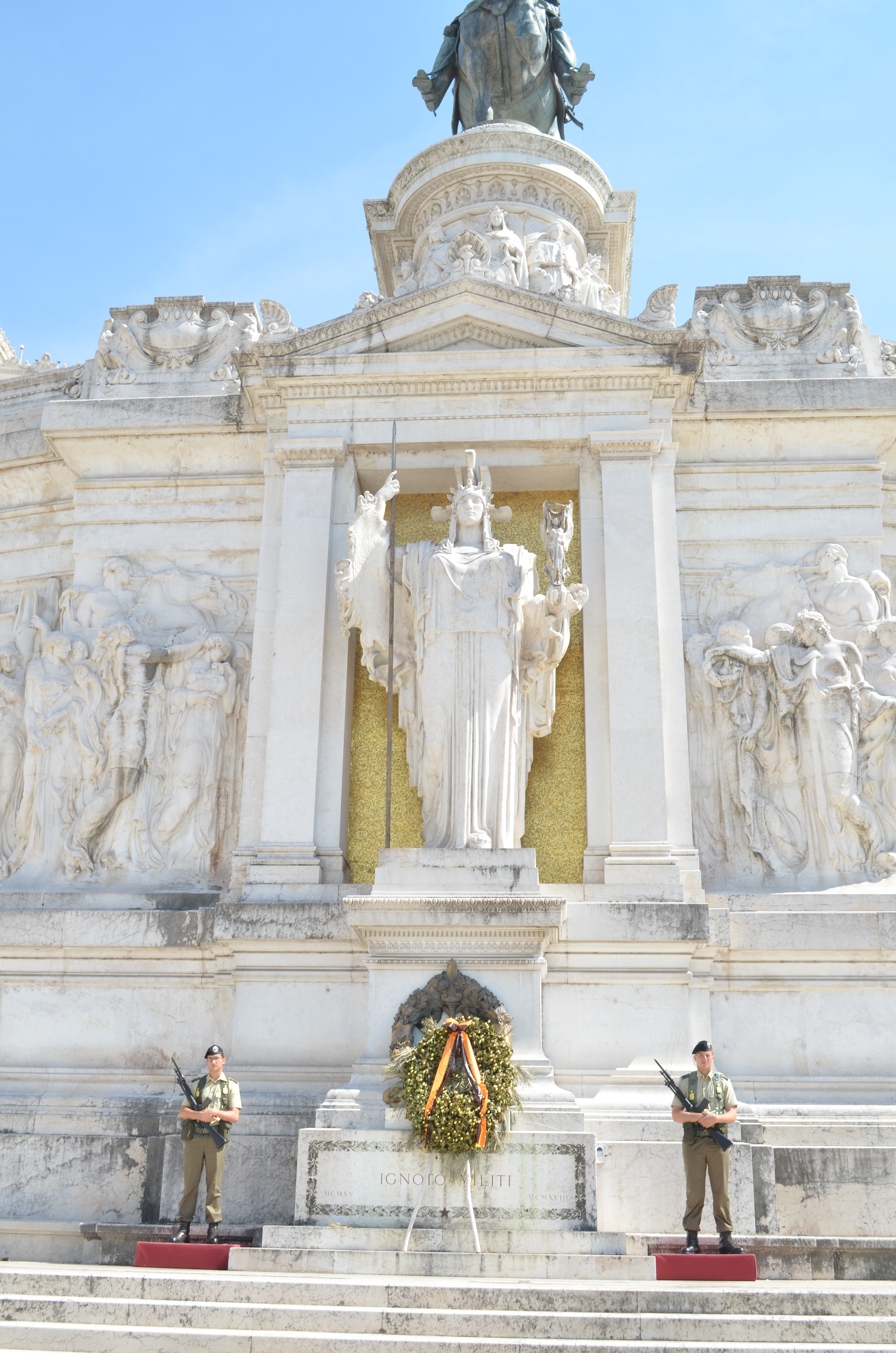
L'Altare della Patria al Vittoriano, con la guardia d'onore del Milite Ignoto sovrastata dalla statua della dea Roma. Più in alto si riconosce la parte inferiore della statua equestre di Vittorio Emanuele II. A sinistra e a destra della statua della dea Roma si scorgono i bassorilievi ispirati alle Bucoliche e alle Georgiche di Virgilio

L'Altare della Patria è la parte più nota del Vittoriano ed è quella con cui esso viene spesso identificato l'intero monumento.
Situato sulla sommità della scalinata d'ingresso, fu disegnato dallo scultore bresciano Angelo Zanelli, che vinse un concorso appositamente indetto nel 1906. È formato da tre elementi: il lato della tomba del Milite Ignoto che dà verso l'esterno (mentre il lato che dà verso l'interno è situato in una cripta), l'edicola della dea Roma (la cui statua si trova esattamente sopra la tomba del Milite Ignoto) e due rilievi marmorei laterali.

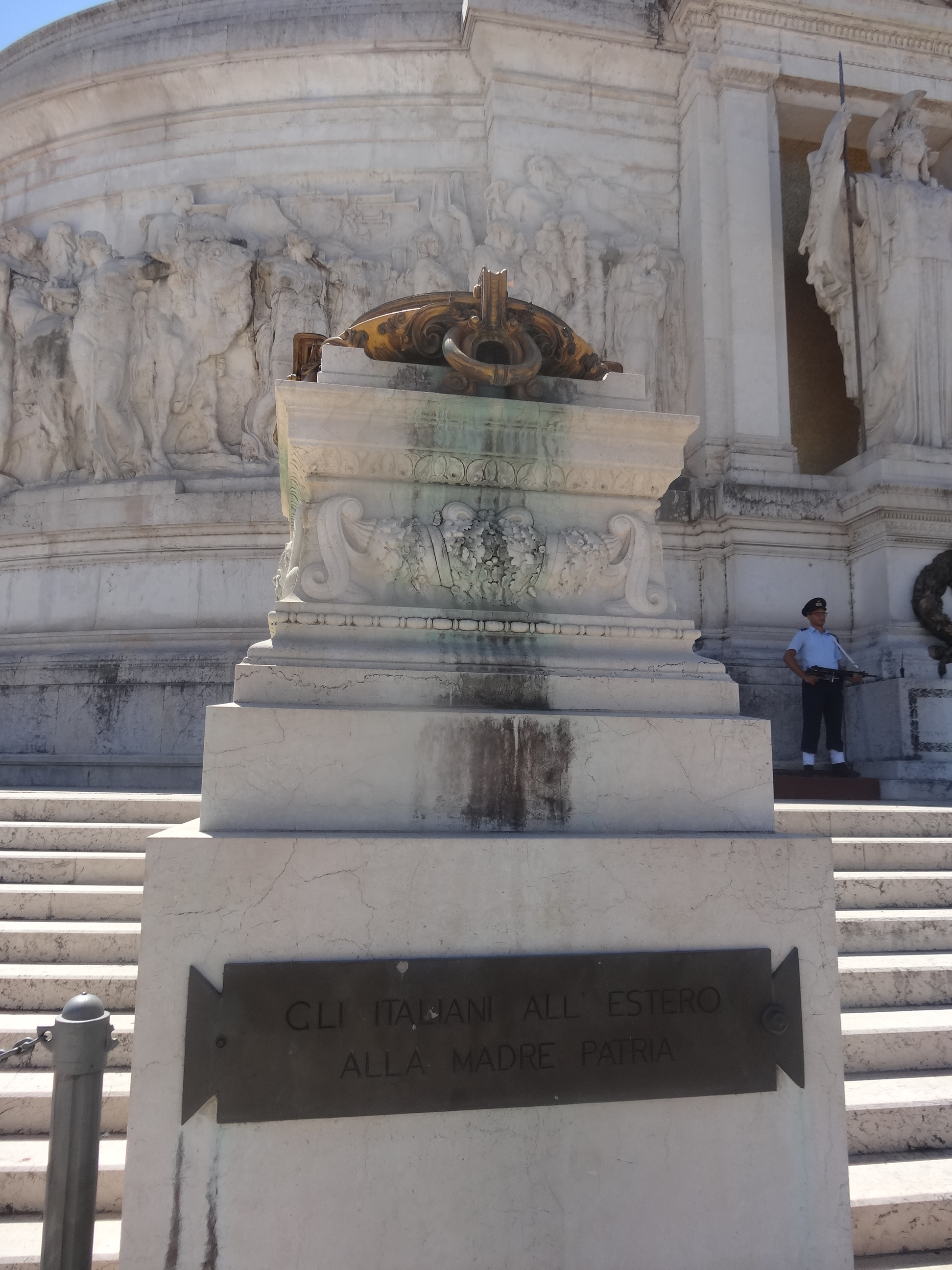
Uno dei due bracieri che ardono perennemente ai lati della tomba del Milite Ignoto. Alla loro base è presente una targa riportante la scritta ""

La statua della dea Roma presente al Vittoriano ha interrotto una consuetudine in voga fino al XIX secolo che ne voleva la rappresentazione con tratti esclusivamente guerreschi: Zanelli decise di caratterizzare ulteriormente la statua prevedendo anche il richiamo ad Atena, dea greca della sapienza e delle arti oltre che della guerra. La grande statua della divinità emerge da uno sfondo dorato. La presenza nel Vittoriano della dea Roma vuole ribadire il pensiero dei patrioti risorgimentali: la Città eterna è l'unica ed irrinunciabile capitale d'Italia e tutta la storia d'Italia converge verso quest'idea.
Il Milite Ignoto, militare italiano morto nella prima guerra mondiale la cui identità resta sconosciuta, fu trasferito all'Altare della Patria il 4 novembre 1921. L'epigrafe sulla sua pietra sepolcrale reca la scritta latina "Ignoto Militi" e gli anni di inizio e di fine della partecipazione italiana al primo conflitto mondiale, ovvero "Mcmxv" (1915) e "Mcmxviii" (1918). La sua tomba è un sacello che rappresenta simbolicamente tutti i caduti e i dispersi in guerra. Il lato della tomba del Milite Ignoto che dà verso l'esterno in corrispondenza dell'Altare della Patria è sempre vigilato da una guardia d'onore e da due fiamme che ardono perennemente su bracieri. Alla guardia provvedono militari delle varie armi delle forze armate italiane, che in origine si avvicendavano ogni dieci anni, mentre in seguito hanno preso ad alternarsi secondo un calendario stabilito di anno in anno.
Le fiamme che ardono perennemente sono un antichissimo simbolo, che affonda le sue origini nell'antichità classica e in particolar modo nel culto dei morti: rappresentano il ricordo che rimane vivo nonostante il passare del tempo. In questo caso simboleggiano quindi il sacrificio del Milite Ignoto e la sua imperitura memoria negli italiani. Ciò vale anche in quelli che sono lontani dal loro Paese: non a caso, sui due bracieri perenni è collocata una targa il cui testo recita "Gli italiani all'estero alla Madre Patria" in ricordo alle donazioni fatte dagli emigrati italiani tra la fine del XIX secolo e l'inizio del XX secolo.
La descrizione dettagliata della statua della dea Roma è la seguente:
|          | |                |          |
| Opera    | Descrizione | Autore         | Immagine |
| Dea Roma | La statua rappresenta la dea Roma vestita con un peplo e un mantello di pelle di capra. Sul capo ha un elmo e una corona impreziosita da teste di lupo. Nella mano destra impugna una lancia mentre in quella sinistra una statuetta di Vittoria alata. Da un punto di vista allegorico la statua, visti i tratti che richiamano la dea greca Atena, è legata ad altre sculture del Vittoriano Il Pensiero e L'Azione, che si trovano all'ingresso del monumento. Atena è infatti la dea della sapienza, delle arti e della guerra. | Angelo Zanelli |          |

La concezione generale dei bassorilievi situati lateralmente alla statua della dea Roma, uno alla sua sinistra e l'altro alla sua destra, richiama le Bucoliche e le Georgiche di Virgilio, che completano con la statua della divinità romana il trittico dell'Altare della Patria. Il significato allegorico dei bassorilievi è legato alla volontà di rappresentare con la scultura l'animo italiano. Nelle Georgiche è infatti presente il richiamo all'Eneide, che narra la leggendaria storia di Enea, progenitore del popolo romano, mentre in entrambe le opere è rievocata l'operosità nel lavoro degli antichi italiani.
Il bassorilievo a sinistra dell'Altare rappresenta il Trionfo del Lavoro e converge scenograficamente verso la dea Roma: con le seguenti allegorie (da sinistra a destra)
|                        | |                |          |
| Opera                  | Descrizione | Autore         | Immagini |
| Agricoltura            | Concetto rappresentato da tre figure: l'Allevamento, la Mietitura, la Vendemmia e l'Irrigazione                                             | Angelo Zanelli |          |
| Genio alato del Lavoro | Rappresentato da una figura che sale su un grande aratro trionfale.                                                                         | Angelo Zanelli |          |
| Industria              | Rappresentato da una trave da cui pende una pesante incudine, su di cui una mano femminile posa una corona di quercia, simbolo della forza. | Angelo Zanelli |          |

Il secondo bassorilievo, a destra della statua della dea Roma, simboleggia il Trionfo dell'amor patrio e converge anch'esso scenograficamente verso la statua della divinità romana. Esso è composto dalle seguenti allegorie (da sinistra a destra):
|                                                     | |                |          |
| Opera                                               | Descrizione | Autore         | Immagini |
| Figure femminili che portano corone onorarie a Roma | Sono tre figure seguite dai labari e dalle insegne legionarie.                                                                                              | Angelo Zanelli |          |
| Il Genio dell'Amore di Patria e l'Eroe              | L'Eroe, il cui mantello è sollevato da due figure femminili, si appoggia alla grande spada dei Titani; entrambe le figure si trovano su una biga trionfale. | Angelo Zanelli |          |
| Braciere del fuoco sacro della Patria               | Raffigura un braciere appeso a una trave, elemento presente simmetricamente anche nel corteo del Trionfo del Lavoro.                                        | Angelo Zanelli |          |

La tomba del Milite Ignoto è scenario di cerimonie ufficiali durante le celebrazioni dell'Anniversario della liberazione d'Italia (25 aprile), della Festa della Repubblica Italiana (2 giugno) e della Giornata dell'Unità Nazionale e delle Forze Armate (4 novembre), occasioni in cui il Presidente della Repubblica Italiana e le massime cariche dello Stato le rendono solenne omaggio.

## La statua equestre di Vittorio Emanuele II

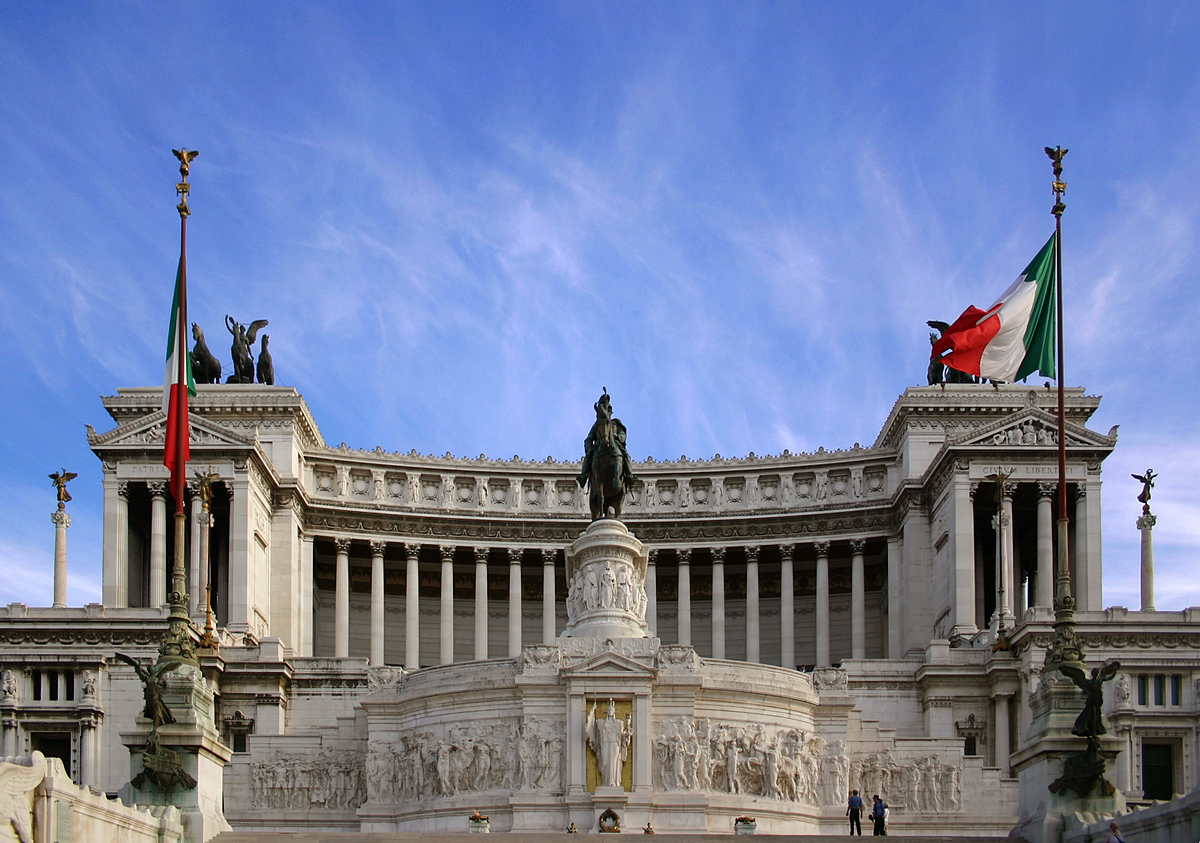
La statua equestre di Vittorio Emanuele II, che si trova al centro architettonico del Vittoriano, sopra l'Altare della Patria

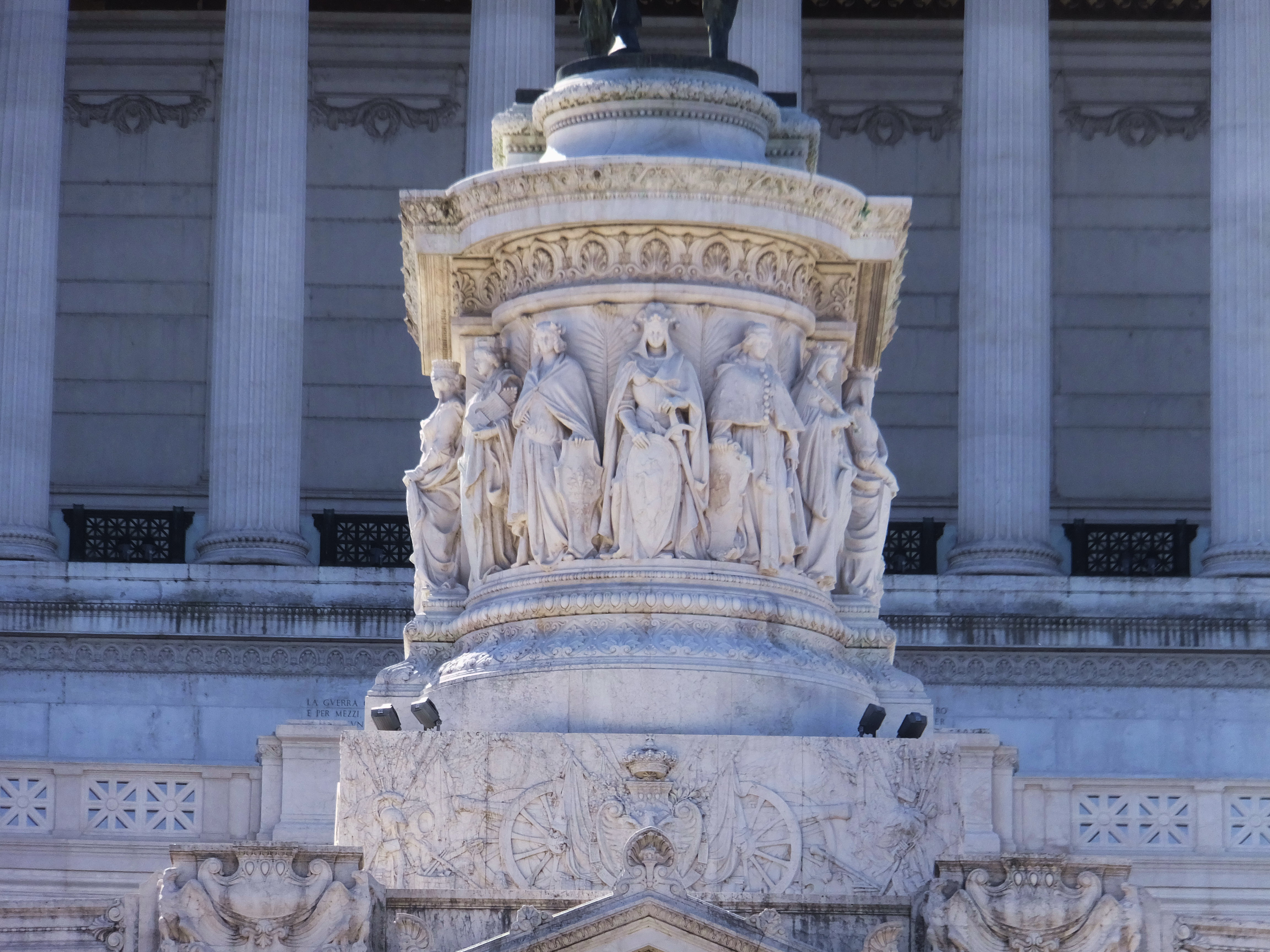
Il basamento della statua, con le allegorie delle città nobili

Dopo aver superato l'Altare della Patria e continuando a salire la scalinata, si incontra la statua equestre di Vittorio Emanuele II, opera bronzea di Enrico Chiaradia e centro architettonico del Vittoriano. Si tratta di una statua equestre in bronzo, alta 12 e lunga 10 metri, pesante 50 tonnellate; contando anche il basamento marmoreo, l'intero gruppo scultoreo è alto 24,80 metri.
Sul basamento sono scolpite le personificazioni di quattordici città nobili, realizzate da Eugenio Maccagnani, scultore molto apprezzato dal Sacconi. Il Maccagnani decorò anche la parte più bassa del basamento, con i simboli delle forze armate vittoriose nelle guerre risorgimentali: il Genio, la Marina, l'Artiglieria e la Cavalleria; l'evidente fonte d'ispirazione sono gli analoghi rilievi della vicina Colonna Traiana.
La statua è l'unica rappresentazione non simbolica del Vittoriano, dato che è la raffigurazione di un personaggio storico, re Vittorio Emanuele II di Savoia. La scelta di raffigurare il sovrano a cavallo non è casuale, visto che le statue equestri hanno, fin dai tempi più antichi, un simbolismo preciso. Nell'antichità classica le statue equestri erano finalizzate all'esaltazione del soggetto ritratto, di cui venivano sottolineate le virtù guerresche; inoltre, cavalcando e controllando un destriero, si comunicava la capacità del personaggio di controllare gli istinti primordiali, riconoscendogli in tal modo anche virtù civiche.
Anche la collocazione della statua al centro architettonico del Vittoriano, sopra l'Altare della Patria e davanti al colonnato del sommoportico, non è fortuita: nell'antichità classica le statue equestri erano spesso situate di fronte a colonnati, piazze pubbliche e più generale in luoghi centrali dal cospicuo significato simbolico, come lungo le vie trionfali oppure di fronte ai templi. Anche la presenza di un basamento su cui sono scolpite le personificazioni delle città nobili non è casuale: le statue equestri, nell'antichità, erano sempre erette su basamenti marmorei completati da iscrizioni o da figure.
La descrizione dettagliata della statua equestre di Vittorio Emanuele II è la seguente:
|                                         |                                                                                                   |                  |          |
| Opera                                   | Descrizione                                                                                       | Autore           | Immagine |
| Statua equestre di Vittorio Emanuele II | È una statua bronzea che rappresenta re Vittorio Emanuele II di Savoia a cavallo di un destriero. | Enrico Chiaradia |          |

## Le statue delle città nobili
Sul basamento della statua equestre di Vittorio Emanuele II, come già accennato, si trovano le sculture allegoriche rappresentanti quattordici città nobili, ovvero capitali di Stati preunitari nobiliari, storicamente convergenti verso il Regno d'Italia e la dinastia sabauda, in quanto essa sposò la causa del Risorgimento. Non si tratta perciò necessariamente delle città più importanti d'Italia, ma di quelle considerate le sue "madri nobili".
Le quattordici statue delle città nobili sono poste alla base della statua equestre a Vittorio Emanuele II perché metaforicamente esse sono le fondamenta dell'Italia e, in senso più ampio, l'unità della Patria è basata sull'unione dei suoi comuni.
Al contrario di quelle rappresentanti le regioni d'Italia, le statue raffiguranti le quattordici città sono tutte opera di uno stesso scultore: Eugenio Maccagnani. Ogni città è identificabile grazie al proprio stemma e ai simboli ad essa storicamente associati.
L'elenco sottostante comincia dalla statua posta sulla fronte del basamento e prosegue in senso antiorario.
|                                                                  | | |                    |          |
| Città e stemma rappresentato                                     | Stato nobiliare | Descrizione | Autore             | Immagini |
| Torino (Stemma di Torino)                                        | 1563-1847: capitale del Ducato di Savoia 1847-1861: capitale del Regno di Sardegna                                                                 | La tradizione bellicosa della città è simboleggiata dall'armatura; la statua è situata anteriormente, al centro del basamento, in quanto prima capitale dell'Italia unita e città natale di Vittorio Emanuele II; sullo stemma è presente il toro araldico | Eugenio Maccagnani |          |
| Venezia (Stemma di Venezia)                                      | 697-1797: capitale del Ducato di Venezia, poi Repubblica di Venezia                                                                                | Porta la corona e l'abito dei Dogi di Venezia; nel suo stemma il leone marciano è in molèca, ossia nella posizione del granchio | Eugenio Maccagnani |          |
| Palermo (Stemma di Palermo)                                      | 1130-1816: capitale del Regno di Sicilia | Il serpente intorno al braccio è uno dei simboli più antichi della città; sullo scudo è presente l'altro simbolo della città: l'aquila | Eugenio Maccagnani |          |
| Mantova (Stemma di Mantova)                                      | 1433-1530: capitale del Marchesato di Mantova 1530-1708: capitale del Ducato di Mantova                                                            | Indossa la corona ducale e incorona di quercia la targa con l'iscrizione "Vittorio Emanuele II Padre della Patria"; nel suo scudo crociato è raffigurato il profilo di Virgilio                                                                            | Eugenio Maccagnani |          |
| Targa con l'iscrizione "Vittorio Emanuele II Padre della Patria" | | |                    |          |
| Urbino (Stemma di Urbino)                                        | 1213-1443: capitale della Contea di Urbino 1443-1630: capitale del Ducato di Urbino                                                                | Poggia un ramo di alloro sulla targa con l'iscrizione "Vittorio Emanuele II Padre della Patria". Porta la corona ducale e indossa abiti rinascimentali per ricordare il periodo d'oro della città marchigiana, patria di Raffaello Sanzio e di Bramante    | Eugenio Maccagnani |          |
| Napoli (Stemma di Napoli)                                        | 598-1137: capitale del Ducato di Napoli 1302-1816: capitale del Regno di Napoli 1816-1861: capitale del Regno delle Due Sicilie                    | Indossa la collana di dignità e un abito regale che ricorda il ruolo di capitale che la città ebbe per secoli | Eugenio Maccagnani |          |
| Genova (Stemma di Genova)                                        | 1097-1797: capitale della Repubblica di Genova | In mano regge il caduceo di Mercurio, simboleggiante il commercio, e indossa l'abito dei Dogi di Genova | Eugenio Maccagnani |          |
| Milano (Stemma di Milano)                                        | 286-402: capitale dell'Impero romano d'Occidente 1259-1395: capitale della Signoria di Milano 1395-1797: capitale del Ducato di Milano             | Lo scudo presenta il biscione, simbolo dei Visconti, e la croce comunale, che è legata al Carroccio | Eugenio Maccagnani |          |
| Bologna (Stemma di Bologna)                                      | La città è qui rappresentata perché la sua antichissima università è la fonte del diritto su cui si basa il potere degli stati nobiliari           | Porta la corona dottorale e i codici del Diritto che ricordano l'università di Bologna, la più antica del mondo occidentale. | Eugenio Maccagnani |          |
| Ravenna (Stemma di Ravenna)                                      | 402-476: capitale dell'Impero romano d'Occidente 493-540: capitale del Regno ostrogoto d'Italia 584-751: capitale dell'Esarcato bizantino d'Italia | Porta in mano un ramo di pino per ricordare la celebre pineta di Classe e indossa i tipici abiti regali bizantini dell'esarcato d'Italia | Eugenio Maccagnani |          |
| Pisa (Stemma di Pisa)                                            | 1000-1406: capitale della Repubblica di Pisa | Porta il berretto frigio e appoggia un ramo d'alloro sulla targa con l'iscrizione "Per legge del 16 maggio 1878" | Eugenio Maccagnani |          |
| Targa con l'iscrizione "Per legge del 16 maggio 1878"            | | |                    |          |
| Amalfi (Stemma di Amalfi)                                        | 839-1131: capitale del Ducato di Amalfi | Appoggia una foglia di palma sulla targa con l'iscrizione "Per legge del 16 maggio 1878"; nello stemma è raffigurata la bussola, che i navigatori amalfitani diffusero in Europa                                                                           | Eugenio Maccagnani |          |
| Ferrara (Stemma di Ferrara)                                      | 1208-1471: capitale della Signoria di Ferrara 1471-1598: capitale del Ducato di Ferrara                                                            | La lira, sacra ad Apollo, rappresenta la colta corte degli estensi, che ospitò Torquato Tasso e Ludovico Ariosto | Eugenio Maccagnani |          |
| Firenze (Stemma di Firenze)                                      | 1532-1569: capitale del Ducato di Firenze 1569-1859: capitale del Granducato di Toscana                                                            | È incoronata con il lauro come Dante Alighieri, e il suo aspetto ricorda Beatrice; sullo stemma è presente il giglio fiorentino | Eugenio Maccagnani |          |

## Il sommoportico e i propilei

### Caratteristiche generali

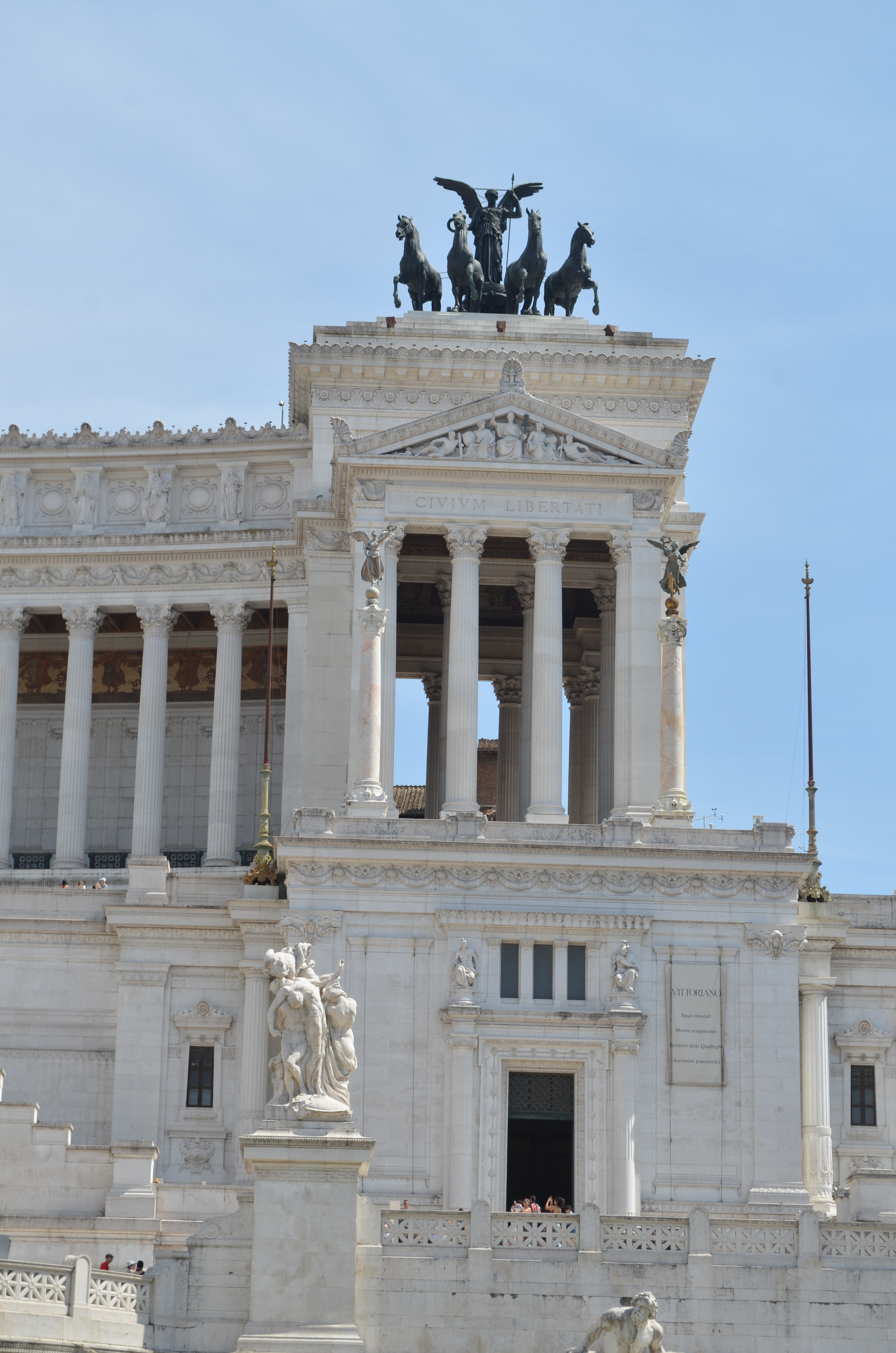
Il propileo di destra del Vittoriano, quello dedicato alla libertà dei cittadini. Sotto il propileo si riconosce uno dei due portoni che conducono agli spazi interni del Vittoriano

Continuando a salire la scalinata oltre la statua equestre di Vittorio Emanuele II si arriva all'elemento architettonicamente più imponente e vistoso dell'intero complesso: il grande portico con colonne in stile corinzio, leggermente incurvato, situato alla sommità del monumento e perciò chiamato "sommoportico". Alle sue estremità si trovano due propilei, sporgenti rispetto al sommoportico, del quale costituiscono gli ingressi.
Il sommoportico è lungo 72 metri ed è costituito da sedici colonne alte 15 metri, sormontate da capitelli impreziositi dal volto dell'Italia turrita (situato al centro) e da foglie d'acanto. Sul fregio del cornicione si trovano sedici statue, personificazioni allegoriche delle regioni italiane: ogni statua si trova in corrispondenza di una colonna. Per le colonne del sommoportico, Giuseppe Sacconi si ispirò a quelle del Tempio dei Dioscuri, sito nel vicino Foro Romano.
Ciascun propileo ha come coronamento un gruppo scultoreo in bronzo raffigurante una Vittoria alata su una quadriga. Ciò richiama le forme espressive degli antichi archi di trionfo romani: il significato allegorico della quadriga, fin dall'antichità, è infatti quello del trionfo e della vittoria. Questo concetto è rafforzato dalla presenza delle Vittorie alate, il cui significato è legato alla comunicazione metaforica della vittoria in battaglia tramite un messaggio divino, che è allegoricamente consegnato al vincitore da Vittorie alate plananti dal cielo.

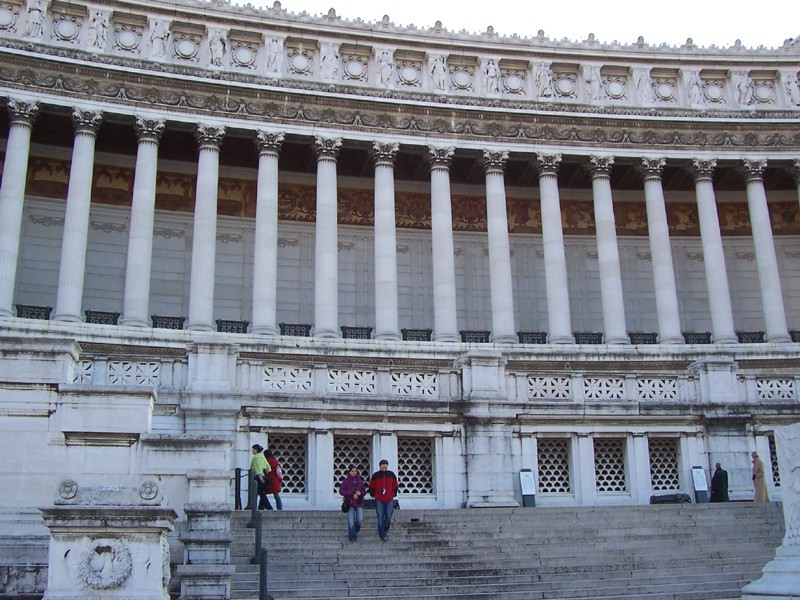
Particolare del colonnato del sommoportico

Le due quadrighe, come dichiarano espressamente le iscrizioni latine poste sui frontoni dei sottostanti propilei, simboleggiano la libertà dei cittadini ("Civium Libertati", sul propileo di destra) e l'unità della patria ("Patriae Unitati", sul propileo di sinistra), i due concetti allegoricamente legati all'intero monumento come simbolo di "Italia libera e unita". La presenza delle Vittorie alate sulle quadrighe comunica metaforicamente che l'Italia, dopo aver conquistato unità e libertà, è pronta a diffondere nel mondo un nuovo Rinascimento, sostenuto dalle virtù morali rappresentate allegoricamente nel Vittoriano.
I concetti di "libertà dei cittadini" e "unità della patria" riassumono anche le tematiche fondamentali che caratterizzarono l'inizio e la fine del contributo di Vittorio Emanuele II al Risorgimento. L'inizio è stato il proclama di Moncalieri (20 novembre 1849), con cui il re, salito al trono da pochi mesi, confermò la sopravvivenza del regime liberale (legato quindi al concetto di "libertà dei cittadini") in un periodo contraddistinto da un diffuso conservatorismo che fu conseguenza della violenta repressione dei moti del 1848. La sua opera politica ebbe invece felice conclusione con la presa di Roma (20 settembre 1870), con la quale il sovrano concluse i suoi obiettivi: un'Italia unita (a cui però mancavano ancora Trentino, Alto Adige e Venezia Giulia, uniti all'Italia solo in seguito alla vittoria nella prima guerra mondiale, che per tale motivo fu da alcuni considerata la "quarta guerra d'indipendenza italiana") con Roma capitale (esprimente il concetto di "unità della patria").
Le quadrighe, previste già nel progetto originario, vennero realizzate e posizionate nel 1927. All'interno dei frontoni dei due propilei si trovano gruppi scultorei che hanno lo stesso tema delle rispettive quadrighe sovrastanti.
Nel 2000, in occasione della cerimonia di inaugurazione dell'anno scolastico, tenutasi al Vittoriano, il Presidente della Repubblica Carlo Azeglio Ciampi disse, a proposito delle scritte sui propilei: Tutte le "anime" del Risorgimento si trovarono unite nelle due scritte che vediamo lassù in alto, sulla sommità dei due propilei: "Alla Unità della Patria; Alla Libertà dei Cittadini". È un binomio bellissimo: l'Italia repubblicana, con la Costituzione del '48, lo ha confermato quale suo fondamento.
Questa è la descrizione nel dettaglio delle quadrighe:
|                                                         | |                 |          |
| Opera                                                   | Descrizione | Autore          | Immagini |
| Quadriga con vittoria alata della libertà dei cittadini | Statua bronzea rappresentante una quadriga guidata da una Vittoria alata. Collocata sul propileo di destra, simboleggia metaforicamente la libertà dei cittadini. | Paolo Bartolini |          |
| Quadriga con vittoria alata dell'unità della patria     | Statua bronzea rappresentante una quadriga guidata da una Vittoria alata. Collocata sul propileo di sinistra, simboleggia metaforicamente l'unità della patria.   | Carlo Fontana   |          |

All'interno dei frontoni dei due propilei si trovano gruppi scultorei che hanno lo stesso tema delle rispettive quadrighe sovrastanti:
|                       | |                |          |
| Opera                 | Descrizione | Autore         | Immagini |
| Libertà dei cittadini | Bassorilievo del propileo di destra formato da cinque figure, di cui una centrale, verso la quale ruotano le altre quattro, che rappresenta allegoricamente la libertà dei cittadini. Sull'architrave si trova l'iscrizione Civium Libertati ("alla libertà dei cittadini"). | Emilio Gallori |          |
| Unità della Patria    | Bassorilievo del propileo di sinistra formato da cinque figure, di cui una centrale, verso la quale ruotano le altre quattro, che rappresenta allegoricamente l'unità della patria. Sull'architrave si trova l'iscrizione Patriae Unitati ("all'unità della patria").        | Enrico Butti   |          |

### Le statue delle regioni

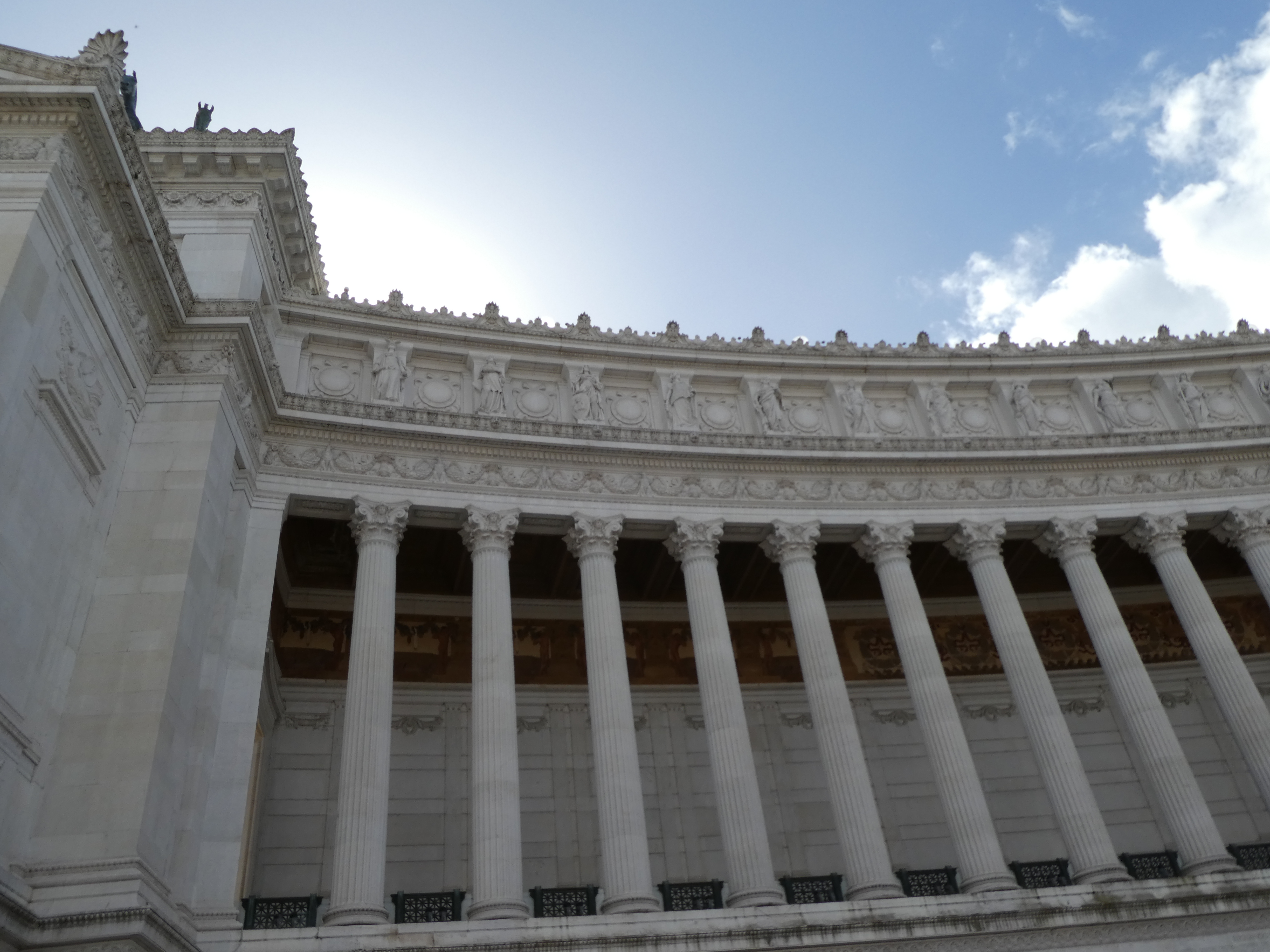
Particolare del colonnato del sommoportico, sul cui cornicione superiore, in corrispondenza di ogni colonna, sono state scolpite le statue delle regioni italiane

La scalinata che conduce alla terrazza delle città redente è il miglior punto di osservazione delle statue delle regioni d'Italia, che si trovano sul fregio del sommoportico, ognuna in corrispondenza di una colonna. La presenza di statue ritraenti metaforicamente le regioni italiane trae ispirazione dalle personificazioni delle province romane, spesso collocate sui monumenti celebrativi durante l'epoca imperiale; a titolo d'esempio basti pensare ai rilievi del tempio di Adriano in piazza di Pietra. Per la tipologia del fregio, altissimo e con statue alternate a clipei, Sacconi si ispirò a quello del porticato del vicino Foro di Traiano. Ogni statua è alta cinque metri e fu affidata a uno scultore diverso, quasi sempre nativo della regione di cui avrebbe scolpito l'immagine. Il cornicione è impreziosito anche da aquile e teste di leone.
Il numero di statue collocato sul cornicione del sommoportico è pari a sedici: difatti all'epoca della stesura del progetto erano individuate altrettante regioni italiane, che peraltro avevano semplice valenza geografica: la regione come ente amministrativo fu implementata solo con la costituzione repubblicana.
Dall'epoca in cui fu realizzato il Vittoriano, i criteri di individuazione delle regioni italiane, e a volte anche la loro denominazione, sono cambiati nel corso dei decenni.
- La Valle d'Aosta e il Piemonte sono rappresentati da una sola statua, dato che formavano una sola entità: la Valle d'Aosta come regione fu istituita solo nel 1948.[71]
- Il Triveneto fu rappresentato come un'unica regione, visto che Trentino, Alto Adige e Venezia Giulia sarebbero stati uniti all'Italia solo in seguito alla vittoria nella prima guerra mondiale.
- L'Abruzzo e il Molise erano concepiti come un'unica regione (Abruzzi e Molise) e tali sarebbero stati sino al 1963.[72]
- L'Emilia-Romagna era chiamata semplicemente Emilia,[73][74] mentre la Basilicata era chiamata Lucania.[75]

Nel 2000, in occasione della cerimonia di inaugurazione dell'anno scolastico, tenutasi al Vittoriano, il Presidente della Repubblica Carlo Azeglio Ciampi disse, a proposito delle statue delle regioni e delle città nobili: Chi volle questo monumento lo pensò dedicato all'Italia intera, perché l'Italia è fatta delle sue cento città, delle sue regioni, delle sue province, dei suoi comuni.
Da sinistra a destra le statue delle regioni italiane sono le seguenti:
|       |                  | |                        |          |
| Mappa | Regione          | Descrizione | Autore                 | Immagini |
|       | Piemonte         | La statua rappresenta le attuali regioni del Piemonte e della Valle d'Aosta. È raffigurata con la corazza, il gladio e un elmo coronato da un'aquila a rappresentare il ruolo fondamentale giocato nelle guerre d'indipendenza e nel Risorgimento. | Pier Enrico Astorri    |          |
|       | Lombardia        | È raffigurata con in capo la Corona ferrea, simbolo del Regno longobardo, e mentre sta per sguainare la spada: ciò per ricordare sia Mediolanum capitale dell'Impero romano d'Occidente, sia il Regno italico medievale, anticipazione del nuovo Regno d'Italia per il quale i lombardi tanto combatterono. | Emilio Bisi            |          |
|       | Triveneto        | La statua rappresenta il Triveneto, ovvero le tre moderne regioni del Veneto, del Trentino-Alto Adige e del Friuli-Venezia Giulia. All'epoca di costruzione del Vittoriano, infatti, solo il Veneto e la gran parte del Friuli erano già italiane, mentre il Trentino, l'Alto Adige, la Venezia Giulia e una piccola parte del Friuli facevano parte dell'Impero austro-ungarico. La statua veste gli abiti del Doge e porta lo scudo con il Leone di San Marco e lo scettro della Serenissima Repubblica. Ricorda la potenza marinara di Venezia e le gloriose pagine di storia risorgimentale scritte da tutti gli abitanti dell'Italia nord-orientale | Paolo Bartolini        |          |
|       | Liguria          | La statua porta la corona ducale e al suo fianco è presente la prua rostrata di una nave, a simboleggiare la potenza marinara di Genova e lo spirito intraprendente e avventuroso dei Liguri, primo tra tutti Cristoforo Colombo | Antonio Orazio Quinzio |          |
|       | Emilia           | La statua rappresenta l'attuale regione Emilia-Romagna. La statua porta in capo il berretto frigio, simbolo dell'amore per la libertà; la scritta “Libertas” posta sullo scudo ricorda il Liber Paradisus, con il quale nel 1256 il Comune di Bologna abolì la schiavitù. Il libro con la scritta BONONIA ALMA MATER STUDIORUM e i fasci littori sono simboli invece dell'università di Bologna, la più antica del mondo occidentale | Mauro Benini           |          |
|       | Toscana          | La statua di questa regione è incoronata di alloro come Dante Alighieri, per ricordare il celebre poeta fiorentino, padre della lingua italiana. La fiaccola simboleggia la cultura toscana, che portò luce nell'intera Europa, specie durante il Rinascimento. Lo scudo con il leone di Firenze (detto il marzocco) ricorda il coraggio dei patrioti toscani | Italo Griselli         |          |
|       | Marche           | Con la mano sinistra regge una lira, sacra ad Apollo dio delle arti, per ricordare che le Marche sono una terra di amatissimi poeti, pittori, musicisti come Leopardi, Raffaello, Rossini, Pergolesi e Bramante. La mano destra poggia su un timone di nave, per ricordare gli avventurosi pescatori marchigiani e l'antica potenza marinara di Ancona | Giuseppe Tonnini       |          |
|       | Umbria           | La statua è caratterizzata da una spada, dal capo velato come i sacerdoti dell'età classica e dalla patera inclinata nel gesto della libagione, per ricordare lo spirito mistico dell'Umbria e i grandi santi di questa regione che illuminarono l'Italia e l'Europa. Sono umbri infatti il patrono d'Italia San Francesco d'Assisi, Santa Chiara d'Assisi e il patrono d'Europa San Benedetto da Norcia | Elmo Palazzi           |          |
|       | Lazio            | La statua della Vittoria in mano simboleggia la responsabilità della regione in cui si trova Roma di conservare e proteggere l'Unità d'Italia con tanti sacrifici conquistata nel Risorgimento | Adolfo Pantaresi       |          |
|       | Abruzzi e Molise | La statua rappresenta le due regioni attuali dell'Abruzzo e del Molise. È vestita con pelle di leone che le copre anche la testa. In una mano porta un ramo di quercia e nell'altra il bastone da viaggio, per rappresentare la natura aspra delle splendide montagne, il carattere forte e gentile degli abitanti e l'antica pratica della transumanza | Silvio Sbricoli        |          |
|       | Campania         | La statua porta una cornucopia ricolma di frutta, antico simbolo di abbondanza e di fortuna, per ricordare l'antico epiteto di Campania Felix, dovuto alla fertilità del suolo, e legato alla celebre mitezza del clima, con cieli azzurri e sole splendente | Gaetano Chiaromonte    |          |
|       | Puglia           | La statua ha un abito semplice e capelli sciolti, offre grappoli d'uva e si appoggia su un aratro. Tutto ciò ricorda la fertilità del Tavoliere e di tutto il suolo pugliese, che rifornisce di uva, di grano e di tanti altri saporiti prodotti le altre regioni d'Italia | Francesco Pifferetti   |          |
|       | Lucania          | La statua, che rappresenta l'attuale Basilicata, è vestita con una toga e stringe una spada e un bastone. Ciò serve a ricordare il carattere forte e temprato dei Lucani e l'antica civiltà di questa terra, risalente alla colonizzazione greca e fiorente sotto l'Impero romano | Luigi Casadio          |          |
|       | Calabria         | Rivestita di una pelle di animale selvatico, regge una spada e lo scudo della dea Atena. Ciò ricorda la splendida civiltà greca che allignò sulle coste calabre, ma anche l'aspetto selvaggio delle foreste e delle montagne che si trovano al suo interno, in vista dello Ionio e del Tirreno | Giovanni Nicolini      |          |
|       | Sicilia          | La statua porta un fascio di grano, per ricordare la fertilità e la ricchezza della terra siciliana; regge anche uno scudo con l'antico simbolo della Triscele, espressione della forza di questa terra e anche dell'abbondanza di fantastici miti e leggende a essa legate fin dall'epoca più antica | Michele Tripisciano    |          |
|       | Sardegna         | La statua porta lo scettro ed è rappresentata nell'atto di porgere la propria corona, per ricordare che le battaglie che portarono all'unità e all'indipendenza d'Italia partirono proprio dal Regno di Sardegna, e che tanti sardi, fin dall'inizio, combatterono durante il Risorgimento. La corona è generosamente tenuta in mano e non sulla testa per ricordare che dal Regno di Sardegna nacque il Regno d'Italia | Luigi Belli            |          |

### Gli spazi interni
Agli spazi interni del sommoportico e dei propilei si accede grazie a due scalinate d'ingresso trionfali situate in corrispondenza di ciascun propileo. Le due scalinate d'entrata si trovano su un piccolo ripiano raggiungibile tramite una breve scalinata, che ha inizio dalla terrazza delle città redente. Alla base della scalinata d'ingresso dei propilei sono situate quattro statue di Vittorie alate su colonne trionfali: realizzate nel 1911, due sono in corrispondenza dell'ingresso al propileo di destra e due dell'entrata a quello di sinistra.
La descrizione delle Vittorie alate su colonne trionfali è la seguente:
|                                     | |                             |          |
| Opera                               | Descrizione | Autore                      | Immagini |
| Vittoria alata con palma e serpente | Situata di fronte al propileo di sinistra, è collocata alla sinistra del suo ingresso. La figura porta palma e serpente.  | Nicola Cantalamessa Papotti |          |
| Vittoria alata con spada            | Situata di fronte al propileo di sinistra, è collocata alla destra del suo ingresso. La figura porta una spada.           | Adolfo Apolloni             |          |
| Vittoria alata con corona d'alloro  | Situata di fronte al propileo di destra, è collocata alla sinistra del suo ingresso. La figura porta una corona d'alloro. | Mario Rutelli               |          |
| Vittoria alata con corona d'alloro  | Situata di fronte al propileo di destra, è collocata alla destra del suo ingresso. La figura porta una corona d'alloro.   | Arnaldo Zocchi              |          |

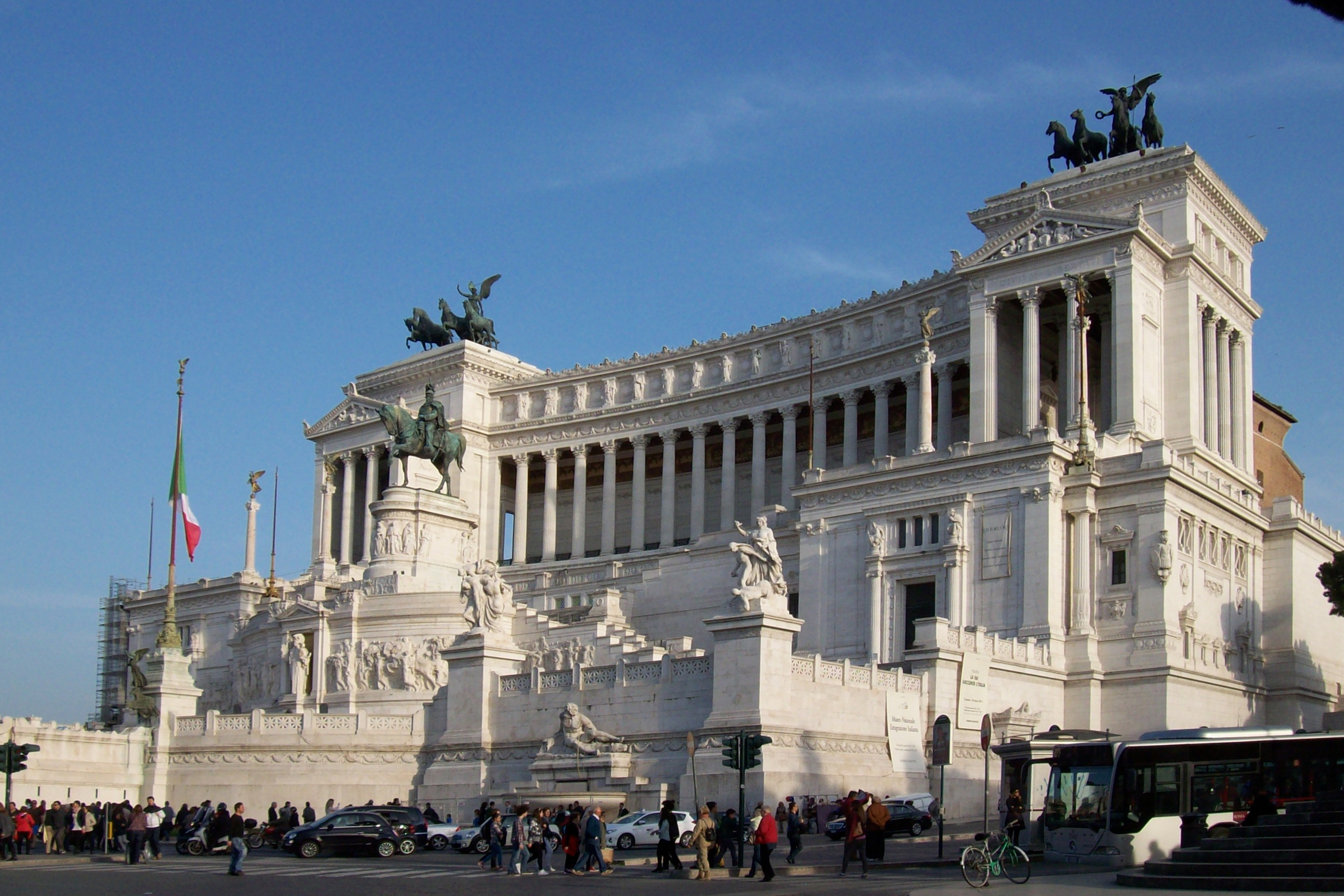
Il Vittoriano, sulla cui sommità svettano il sommoportico e i due propilei, che sono sovrastati da altrettante statue di quadrighe

L'ingresso di ciascun propileo conduce a un grande vestibolo quadrangolare, affacciato verso l'esterno tramite colonnato che permette la visione un ampio panorama su Roma. Dai vestiboli si accede agli spazi interni del sommoportico. Gli interni dei propilei e del sommoportico sono decorati da mosaici, importanti opere del Liberty floreale e del simbolismo pittorico, che ricoprono le lunette e le due cupole dei propilei.
Anche i mosaici degli spazi interni dei propilei hanno come soggetto la rappresentazione metaforica delle virtù e dei sentimenti, molto spesso resi come personificazioni allegoriche, che hanno animato gli italiani durante il Risorgimento. Gli interni dei propilei e del sommoportico sono decorati da mosaici, importanti opere del Liberty floreale e del simbolismo pittorico, che ricoprono le lunette e le due cupole dei propilei. Anche i mosaici hanno come soggetto la rappresentazione metaforica delle virtù e dei sentimenti, molto spesso resi come personificazioni allegoriche, che hanno animato gli italiani durante il Risorgimento. Gli interni del sommoportico sono decorati dalle allegorie delle scienze, mentre le porte che mettono in comunicazione i propilei e il sommoportico sono impreziosite da raffigurazioni sulle arti.
La decorazione del soffitto del propileo di sinistra venne affidata a Giulio Bargellini. In questi mosaici egli adottò accorgimenti tecnici innovativi, come l'uso di materiali di varia natura e di tessere di dimensioni diverse e inclinate in modo da creare studiati riflessi luminosi. Inoltre è da notare come le linee delle raffigurazioni musive proseguano verso quelle delle colonne sottostanti.

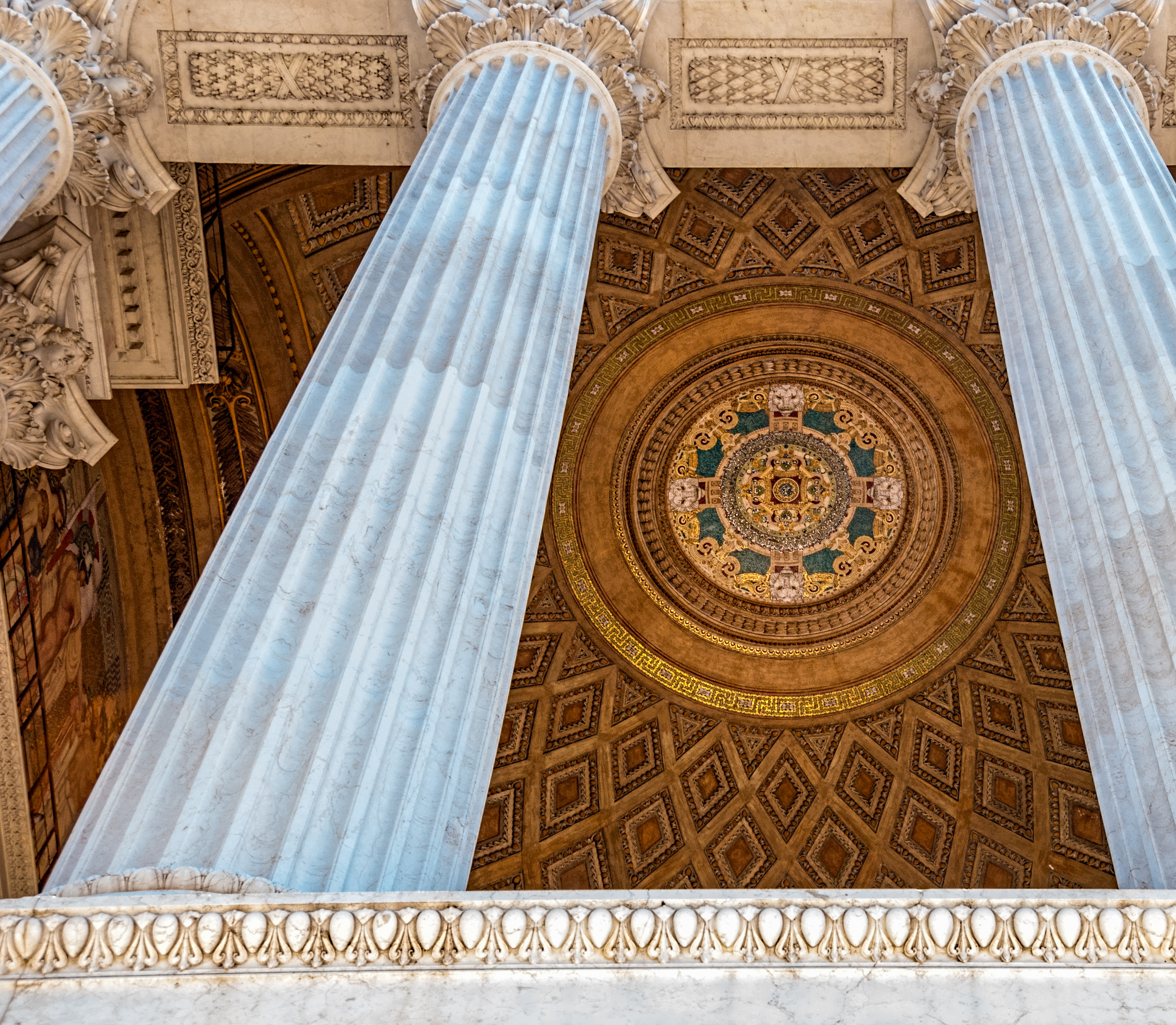
Scorcio delle decorazioni interne del soffitto di uno dei due propilei

I mosaici del Bargellini lungo la parte più elevata delle pareti rappresentano figurativamente: La Fede (allegoricamente resa con la consacrazione dei figli alla patria da parte del popolo; sullo sfondo è una città che ricorda Gerusalemme), La Forza (un guerriero che accompagna un giovane all'incontro con una donna armata di spada), Il Lavoro (personificato da una famiglia di agricoltori che si ritrova insieme dopo una giornata sui campi) e La Sapienza (rappresentata con un maestro in cattedra di fronte ai suoi alunni seduti sui banchi).
La decorazione del soffitto del propileo di destra fu invece affidata ad Antonio Rizzi. Lungo la parte più elevata delle pareti, Rizzi realizzò: La Legge (opera composta dalle allegorie della Giustizia seduta sul trono, della Sapienza, della Ricchezza, della Prudenza, della Fortezza e della Temperanza, ognuna con i suoi classici attributi), Il Valore (rappresentato con un giovane che tempra la sua spada sulle ali della Libertà e che è attorniato dai fondatori della stirpe italica, tra cui Enea e Ascanio), La Pace (una figura femminile che regge un fascio di grano e da altre figure che portano i frutti della terra, mentre colombe bianche volano verso una fonte d'acqua) e L'Unione (figurata con un giovane che incontra La Poesia).

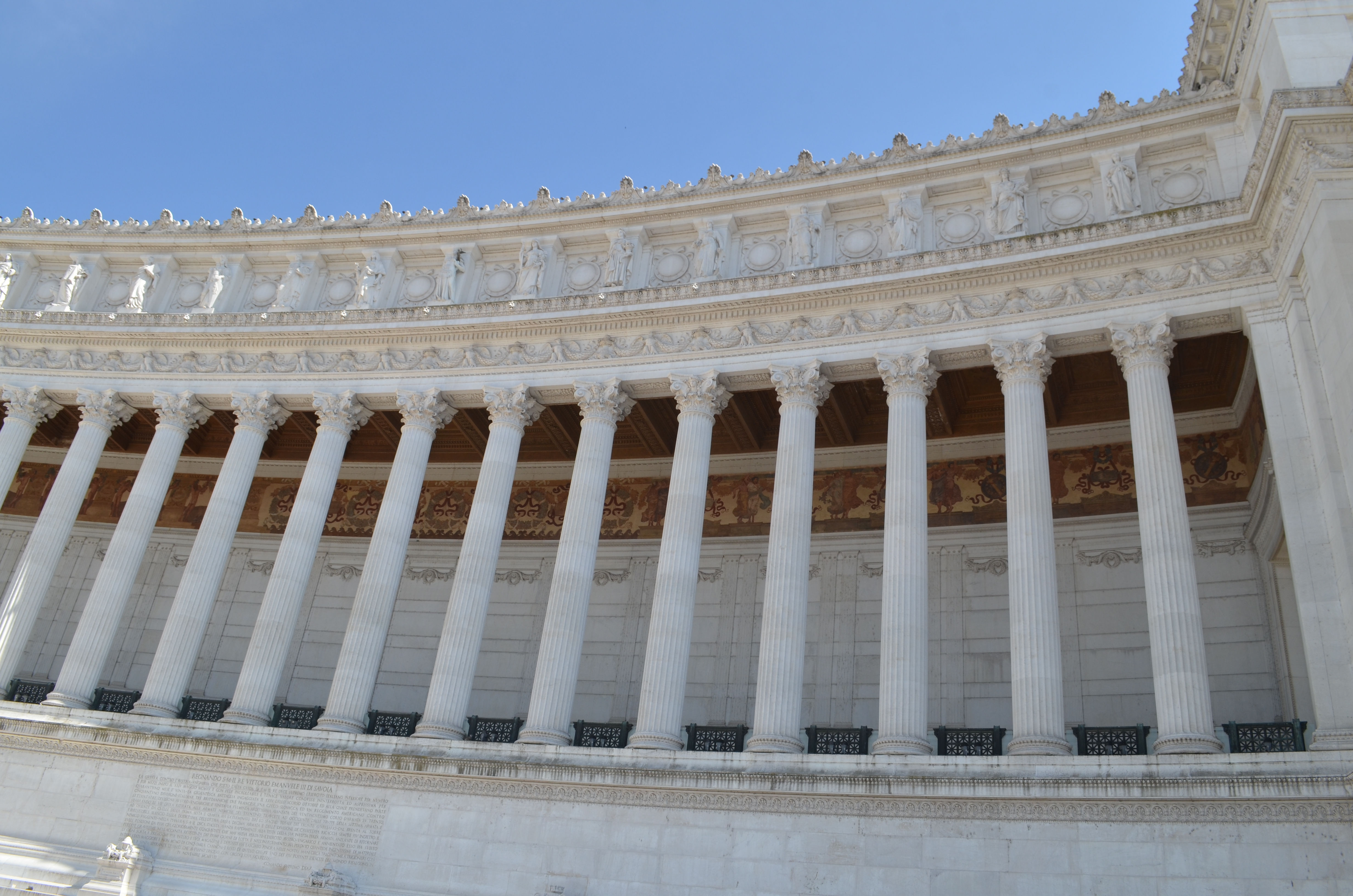
Scorcio delle decorazioni interne della parete frontale al colonnato del sommoportico

Le porte interne che conducono dai due propilei al sommoportico sono ornate di sculture allegoriche rappresentanti le arti: l'Architettura e la Musica, che si trovano nel vestibolo di sinistra e che sono opera di Antonio Garella, e la Pittura e la Scultura, che sono situate nel vestibolo di destra e che sono state realizzate da Lio Gangeri. L'interno del sommoportico ha un pavimento di marmi policromi e un soffitto a cassettoni: quest'ultimo, che è stato progettato da Gaetano Koch, è chiamato "soffitto delle scienze".
Il "soffitto delle scienze" deve il suo nome alle sculture in bronzo di Giuseppe Tonnini collocate all'interno del sommoportico, che rappresentano le Allegorie delle Scienze e sono tutte costituite da personificazioni femminili. la Geometria con compasso e squadra, la Chimica con storta e distillatore, la Fisica con lanterna e barometro, la Mineralogia con un cristallo di quarzo, la Meccanica con ruota dentata, la Medicina con coppa e bastone di Asclepio, l'Astronomia con il globo dello zodiaco e il sestante e la Geografia con goniometro e globo terrestre. La parete verticale opposta alle colonne è decorata, nella parte superiore, da mosaici a fondo dorato posteriori al 1925. Altre sculture presenti all'interno del sommoportico sono i Trofei d'arme (costituiti da un insieme di scudi, corazze, alabarde, lance, bandiere, frecce e faretre; in un trofeo si mostrano la corona d'Italia, l'aquila con lo scudo crociato e il collare dell'Annunziata: gli emblemi di Casa Savoia.

## La cripta interna del Milite Ignoto

L'arrivo della bara del Milite Ignoto all'Altare della Patria (4 novembre 1921)

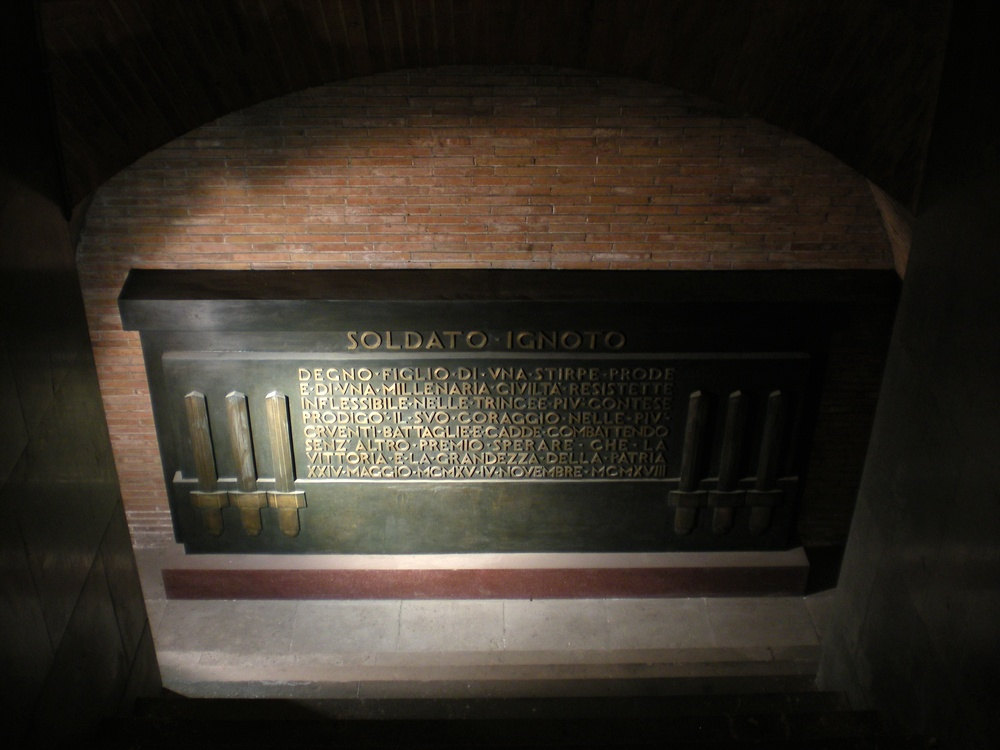
Il sacello del Milite Ignoto visibile dalla cripta interna al Vittoriano

La cripta del Milite Ignoto è un locale situato sotto la statua equestre di Vittorio Emanuele II, al quale si accede dal Sacrario delle Bandiere. Dalla cripta è possibile vedere il lato del sacello del Milite Ignoto che dà verso gli spazi interni del Vittoriano. Si trova quindi in corrispondenza dell'Altare della Patria, da cui invece si può vedere il lato della tomba che dà verso l'esterno dell'edificio.
L'epigrafe della parte interna della pietra sepolcrale riporta la scritta "Ignoto Militi" e le date di inizio e di fine della partecipazione italiana al primo conflitto mondiale, ovvero "Xxiv Maggio Mcmxv" (24 maggio 1915) e "Iv Novembre Mcmxviii" (4 novembre 1918). Come già accennato, il lato esterno della pietra sepolcrale riporta invece solo gli anni della partecipazione italiana alla guerra.
Al Milite Ignoto, il 1º novembre 1921, fu conferita la Medaglia d'oro al valor militare, massima decorazione militare italiana, con una motivazione che fu riportata anche sul lato interno del sacello, nell'omonima cripta:

La bara del Milite Ignoto non ancora inumata all'Altare della Patria

Sulla porta del simulacro è invece presente il seguente epitaffio, redatto personalmente da re Vittorio Emanuele III:
Il Milite fu insignito anche di onorificenze straniere. Già il 12 ottobre 1921 era stata elargita la Medal of Honor, massima decorazione militare assegnata dal Governo federale degli Stati Uniti d'America. Seguirono la Croce della Libertà per il comando militare di I Classe, la più alta conferibile dal governo dell'Estonia, e la Croix de guerre, onorificenza militare francese.
La cripta del Milite Ignoto è opera dell'architetto Armando Brasini. È un locale a forma di croce greca con volta a cupola a cui si accede tramite due rampe di scale. Dalla cripta si diparte un breve cunicolo che raggiunge la nicchia del sacello del Milite Ignoto. La nicchia è inserita in un arcosolio ispirato allo stile degli edifici paleocristiani, in particolar modo alle catacombe. Il soffitto della cripta richiama lo stile dell'architettura romana, alternando volte a crociera e volte a botte. Il locale, costruito in laterizi, è caratterizzato dalla presenza di archi a tutto sesto e di nicchie. È anche presente un piccolo altare per le funzioni religiose.
Le pareti della cripta sono decorate da un mosaico di stile bizantino, opera di Giulio Bargellini, di natura religiosa. La crocifissione di Gesù è situata sopra la tomba del Milite Ignoto: sulle pareti si stagliano invece i santi protettori delle forze armate italiane: san Martino patrono della fanteria, san Giorgio per la cavalleria, san Sebastiano per la polizia locale e santa Barbara per la marina, l'artiglieria e il genio. Nella cupola, infine, si trova la Madonna di Loreto, patrona dell'aeronautica.
Parti della cripta e del sepolcro sono state realizzate con materiali lapidei provenienti dalle montagne che furono teatro degli scontri della prima guerra mondiale: il pavimento è in marmo del Carso, mentre il piccolo altare è stato realizzato in unico blocco di pietra proveniente dal monte Grappa.

### Esplicative
1. ↑  Cfr. l'articolo sul regionalismo italiano e le fonti ivi citate.
2. ↑  I confini statali e locali raffigurati sono quelli in vigore all'epoca della realizzazione del Vittoriano, invariati nel cinquantennio compreso tra la presa di Roma e la vittoria italiana nella prima guerra mondiale.
3. ↑  Le moderne Piemonte e Valle d'Aosta.
4. ↑  Le moderne Veneto, Trentino-Alto Adige e Friuli-Venezia Giulia.
5. ↑  La moderna Emilia-Romagna.
6. ↑  Questo simbolismo associato all'università di Bologna, risalendo all'età medievale, non ha alcun riferimento con il fascismo.
7. ↑  In seguito separata in due regioni distinte, Abruzzo e Molise.
8. ↑  La moderna Basilicata.

### Bibliografiche
1. 1 2 3 4 5  Levi, p. 316.
2. 1 2 3 4 5 6 7 8 9 10 11 12 13 14 15 16 17 18 19 20 21 22 23 24 25 26   L'Altare della Patria, su quirinale.it. URL consultato il 1º gennaio 2018.
3. ↑  Levi, p. 323.
4. ↑   il Vittoriano, su quirinale.it. URL consultato il 26 aprile 2022.
5. ↑  Coppola, p. 39.
6. 1 2 3 4  Tobia, p. 60.
7. 1 2 3 4 5  Coppola, p. 81.
8. ↑   Come arrivare all'Altare della Patria (Vittoriano)?, su comearrivare.eu. URL consultato il 7 gennaio 2018.
9. ↑   Panorama mozzafiato dalle terrazze del Vittoriano, su repubblica.it. URL consultato il 4 febbraio 2018.
10. 1 2   Sómmo, in Treccani.it – Vocabolario Treccani on line, Roma, Istituto dell'Enciclopedia Italiana. URL consultato il 26 febbraio 2016.
11. 1 2 3  Agnew, p. 231.
12. 1 2 3 4 5 6 7 8 9 10 11 12 13 14 15 16 17 18 19 20 21 22 23 24 25 26 27 28 29 30 31  Quarta.
13. ↑  Ugolini, p. 7.
14. ↑  Guida rossa del TCI, volume Roma, edizione del 2004, p. 203
15. 1 2 3  Agnew, p. 238.
16. ↑   Maurizio Ridolfi (a cura di), Almanacco della Repubblica: storia d'Italia attraverso le tradizioni, le istituzioni e le simbologie repubblicane, Mondadori, 2003, ISBN 88-424-9499-2.
17. 1 2 3 4 5 6 7 8 9 10 11 12 13 14 15 16 17 18 19 20   Il Vittoriano, su difesa.it. URL consultato il 1º gennaio 2018 (archiviato il 14 luglio 2014).
18. 1 2  Levi, p. 324.
19. ↑  Tobia, p. 109.
20. 1 2 3 4 5 6  Tobia, p. 103.
21. ↑  Mariano 2000.
22. ↑   Primo congresso degli ingegneri ed architetti italiani in Milano - atti, Tipog. e Litog. degli ingegneri, 1873,  p. 88.
23. ↑  Tobia, p. 41.
24. 1 2 3  Agnew, p. 232.
25. ↑  Mariano 2004, pp. 102-110.
26. 1 2 3 4 5  Coppola, p. 82.
27. 1 2 3 4 5 6 7 8  Guida rossa del TCi volume Italia centrale edizione del 1925, p. 280.
28. 1 2 3 4  Coppola, p. 37.
29. 1 2 3 4 5 6 7 8 9 10  Tobia, p. 56.
30. ↑  Coppola, p. 11.
31. ↑  Tobia, p. 116.
32. 1 2  Quarta, paragrafo "Il percorso simbolico".
33. 1 2   Il Leone di San Marco e le sue simbologia, su vivereveneto.com. URL consultato il 5 febbraio 2018 (archiviato dall'url originale il 5 febbraio 2018).
34. 1 2 3 4 5 6 7   Andrea Lonardo, Il Vittoriano: breve guida alla comprensione dei simboli del monumento al primo re d'Italia ed all'Unità della Patria, su gliscritti.it. URL consultato il 5 febbraio 2018.
35. ↑  Ugolini, p. 72.
36. ↑   Michelangiolesco, su dizionari.repubblica.it. URL consultato il 5 febbraio 2018.
37. 1 2 3 4 5 6 7   Monumento Nazionale a Vittorio Emanuele II, su archidiap.com. URL consultato il 1º marzo 2018.
38. 1 2 3 4 5  Tobia, p. 57.
39. 1 2 3 4 5  Tobia, p. 55.
40. 1 2  (EN)   Treaty of Peace with Italy - Paris, 10 February 1947, su istrianet.org. URL consultato il 15 marzo 2018.
41. ↑  Tobia, p. 81.
42. ↑  Tobia, p. 54.
43. ↑  Tobia, p. 53.
44. ↑  Agnew, p. 239.
45. 1 2 3 4   Il Milite Ignoto ed il dopoguerra storico, su pietrigrandeguerra.it. URL consultato il 14 marzo 2018.
46. ↑   Il Vittoriano e piazza Venezia, su civitavecchia.portmobility.it. URL consultato il 6 giugno 2017.
47. 1 2   Milite Ignoto, in Enciclopedia Italiana, Roma, Istituto dell'Enciclopedia Italiana. URL consultato l'8 gennaio 2018..
48. ↑   Guardia d’onore alla Tomba del Milite Ignoto, su vive.beniculturali.it. URL consultato il 16 giugno 2022 (archiviato dall'url originale il 9 luglio 2022).
49. ↑   Il mito della «lampada perenne», su toscanaoggi.it. URL consultato il 12 febbraio 2018.
50. 1 2   Il Vittoriano: la scena e le quinte, su lacittadella-web.com. URL consultato il 26 febbraio 2018 (archiviato dall'url originale il 27 febbraio 2018).
51. 1 2  Ugolini, p. 91.
52. ↑  Tobia, p. 49.
53. ↑  Tobia, pp. 50-51.
54. ↑  Vittorio Emanuele II a cavallo Archiviato il 26 luglio 2021 in Internet Archive..
55. 1 2 3 4 5   MONUMENTO EQUESTRE, in Enciclopedia dell'arte antica, Roma, Istituto dell'Enciclopedia Italiana. URL consultato il 20 febbraio 2018.
56. ↑   Vittoriano (Altare della Patria), su dailyroma.it. URL consultato il 20 febbraio 2018 (archiviato dall'url originale il 10 novembre 2016).
57. ↑  Il termine repubblica non va inteso nel senso moderno del termine, ossia contrapposto a monarchia, ma nel senso antico di "Stato"; la repubblica di Venezia era infatti una monarchia elettiva; infatti il doge, termine veneto per "duca", era in carica per tutta la vita ed apparteneva alla classe nobiliare. Si veda: Giurisprudenza italiana - volume 149, parti 2-4, Unione tipografico-editrice torinese, 1997
58. ↑  Il termine repubblica non va inteso nel senso moderno del termine, ossia contrapposto a monarchia, ma nel senso antico di "Stato"; i dogi della repubblica di Genova furono sempre espressione della classe nobiliare e dal 1637 insigniti del titolo di "re di Corsica, Cipro e Gerusalemme". Si veda: Ettore Rota, Le origini del Risorgimento, casa editrice Vallardi, 1948.
59. 1 2   Universita, in Treccani.it – Enciclopedie on line, Roma, Istituto dell'Enciclopedia Italiana. URL consultato il 26 febbraio 2018.
60. 1 2  (EN) Oldest university, su guinnessworldrecords.com. URL consultato il 4 ottobre 2017.
61. ↑  Il termine repubblica non va inteso nel senso moderno del termine, ossia contrapposto a monarchia, ma nel senso antico di "Stato"; i governanti della repubblica di Pisa furono sempre espressione della classe nobiliare
62. ↑   QUADRIGA, in Enciclopedia Italiana, Roma, Istituto dell'Enciclopedia Italiana. URL consultato il 21 febbraio 2018.
63. ↑   NIKE, in Enciclopedia dell'arte antica, Roma, Istituto dell'Enciclopedia Italiana. URL consultato il 21 febbraio 2018.
64. 1 2  Tobia, p. 12.
65. 1 2  Discorso del 24 settembre 2000
66. 1 2 3 4 5 6 7 8 9 10   Marco Pizzo, Il Vittoriano - guida storico-artistica, Comunicare Organizzando (su concessione del Ministero per i Beni e le Attività Culturali), 2002.
67. ↑   Cronologia del Vittoriano, su altaredellapatriacentenario.it. URL consultato il 27 febbraio 2018 (archiviato il 27 febbraio 2018).
68. ↑   Altare della Patria, su artwave.it. URL consultato il 27 febbraio 2018 (archiviato il 28 febbraio 2018).
69. ↑   p. 105 Fabio Mariano, L'età dell'Eclettismo, Nerbini editore, 2004.
70. ↑  Tobia, pp. 57-58.
71. ↑  La provincia di Aosta fu istituita nel 1927, come parte del Piemonte. Si veda  Provincia di Aosta, su araldicacivica.it. URL consultato il 27 febbraio 2018 (archiviato dall'url originale il 27 febbraio 2018).
Durante il fallito tentativo di annessione della Valle d'Aosta alla Francia, che avvenne negli ultimi mesi della seconda guerra mondiale, il governo italiano ordinò la soppressione della vecchia provincia di Aosta con decreto legislativo luogotenenziale n. 545 del 7 settembre 1945 e la riaccorpò alla provincia di Torino. Si veda Decreto legislativo luogotenenziale 7 settembre 1945, n. 545, articolo 1, in materia di "Ordinamento amministrativo della Valle d'Aosta.".
Nel 1948, a conflitto terminato e chiarita la rinuncia francese all'area, la provincia di Aosta fu ricostituita nella forma di regione autonoma a statuto speciale. Si veda Legge costituzionale 26 febbraio 1948, n. 4, articolo 1, in materia di "Statuto speciale per la Valle d'Aosta."
72. ↑   Art. 131 Costituzione, su brocardi.it. URL consultato il 1º gennaio 2018 (archiviato il 3 gennaio 2018).
73. ↑   L'origine dei nomi delle Regioni, su nomix.it. URL consultato il 1º gennaio 2018 (archiviato il 5 gennaio 2018).
74. ↑   Emilia-Romagna, su sapere.it. URL consultato il 1º gennaio 2018 (archiviato il 21 marzo 2012).
75. ↑   Dizionario d'ortografia e di pronunzia, su dizionario.rai.it. URL consultato il 1º gennaio 2018 (archiviato il 17 dicembre 2011)..
76. ↑  Tobia, p. 58.
77. 1 2   Marco Pizzo, Il Vittoriano - guida storico-artistica, Comunicare Organizzando (su concessione del Ministero per i Beni e le Attività Culturali), 2002.
78. 1 2  Tobia, pp. 102-103.
79. ↑  Tobia, p. 82.
80. ↑  Tobia, p. 80.
81. ↑  (EN) The Unknown Soldier Of World War, su homeofheroes.com. URL consultato il 1º febbraio 2016 (archiviato dall'url originale l'8 marzo 2016).
82. ↑  Tobia, p. 98.
83. 1 2 3 4 5  Tobia, p. 102.